# PlayStation 3
« PS3 » redirige ici. Pour les autres significations, voir PS3 (homonymie).
La PlayStation 3 (abrégé officiellement PS3) est une console de jeux vidéo de septième génération commercialisée par Sony. Elle est sortie le 11 novembre 2006 au Japon, le 17 novembre 2006 en Amérique du Nord et le 23 mars 2007 en Europe. Elle succède à la PlayStation 2 (qui avait elle-même succédé à la PlayStation), et concurrence la Xbox 360 de Microsoft ainsi que la Wii de Nintendo. Elle est particulièrement connue pour sa puissance de calcul due à son processeur CELL et de son lecteur Blu-ray qui a l’époque était une technologie naissante.
Conçue comme un centre de divertissement numérique, la PlayStation 3 s'inscrit dans l'ère de la télévision à haute définition en intégrant un lecteur Blu-ray et une connectique HDMI. La console dispose d'un disque dur, d'un navigateur Web et fait office de media center en supportant différents types de format multimédia. Elle propose une connectivité étendue avec la PlayStation Portable par Wi-Fi. Les versions antérieures aux modèles « Slim » lancés fin août 2009 sont compatibles avec les distributions Linux. Le BD-Live et le BD-java sont ajoutés au firmware 2.15, et une partie permettant de lancer des homebrew est retirée avec la version 2.50. Son service en ligne, le PlayStation Network, permet de jouer en réseau gratuitement, de télécharger des jeux, des démos, des bandes-annonces et donne accès à divers services de communication. La manette est sans fil et embarque un système de détection de mouvement.
En décembre 2009, plus de 500 titres sont commercialisés sur la console.
En septembre 2010, le firmware 3.50 ajoute la capacité de lire des films Blu-ray 3D et d'activer la 3D sur les jeux PS3 compatibles. Jusqu'au 29 juin 2010, Sony vend sa console à perte et ne réalise ses profits que sur les ventes de jeux et d'accessoires.
En 2017, Sony annonce la fin de la production de la PlayStation 3, la console compte alors plus de 87 millions d'exemplaires vendus.

## Histoire

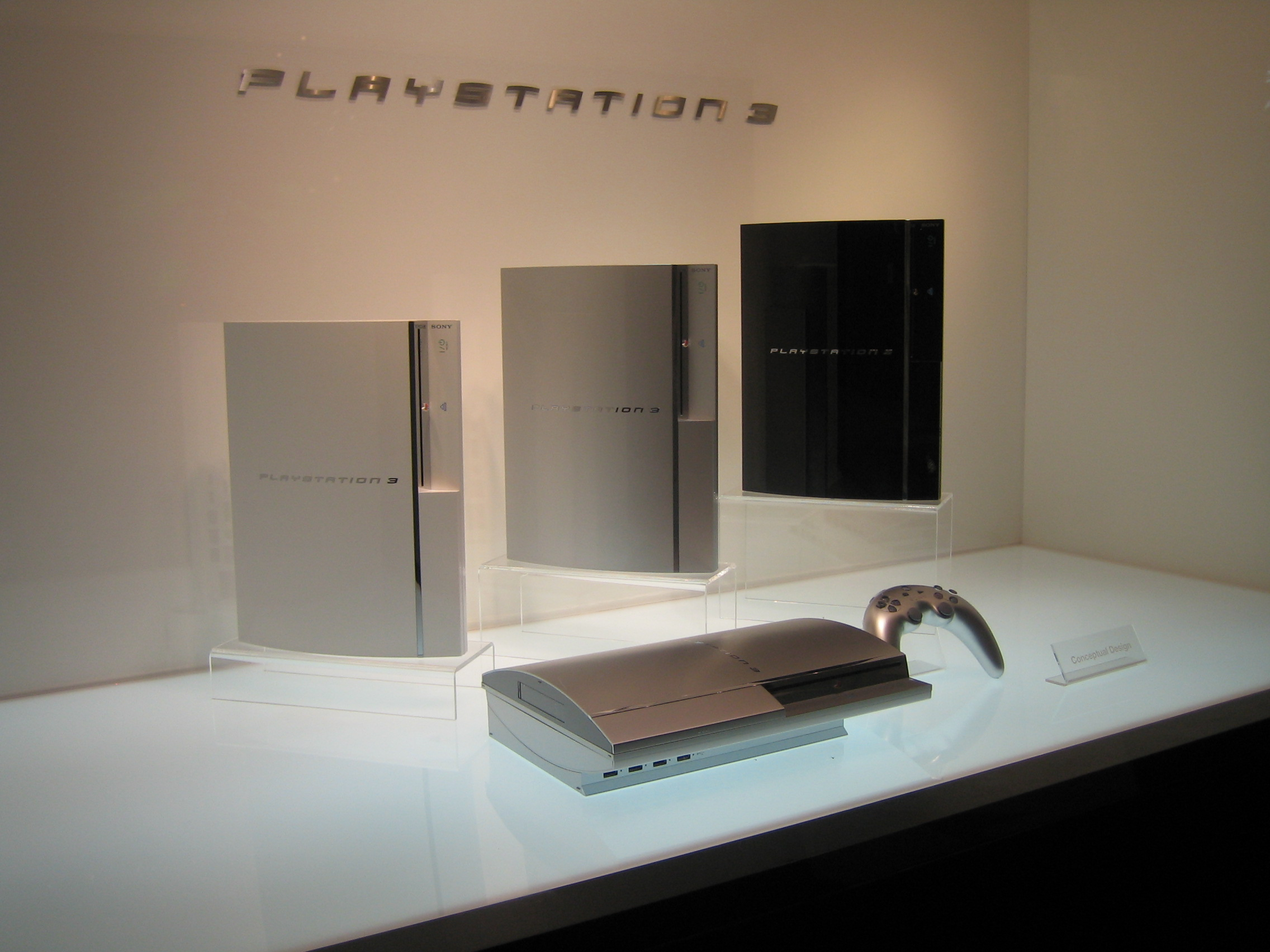
Prototype de la PS3 présentée au Tokyo Game Show 2005, modifiée par la suite (notamment la manette).

Sony a officiellement dévoilé la PlayStation 3 au public en mai 2005, lors du salon Electronic Entertainment Expo (E3), à Los Angeles. Les plans de lancement ont été annoncés un an plus tard, lors de l'E3 2006. Il était prévu une sortie mondiale quelques mois plus tard : le 11 novembre 2006 au Japon et le 17 novembre 2006 en Amérique du Nord et en Europe. En septembre 2006, la sortie européenne est cependant officiellement reportée à mars 2007 à la suite d'un retard dans la production des lasers bleus du lecteur Blu-ray. Le nombre de consoles proposées pour le jour du lancement est en conséquence réduit à 80 000 unités pour le Japon et à moins de 200 000 unités pour l'Amérique du Nord, les consoles proposées étaient des modèles 60 Go et des 20 Go. Selon l'institut Media Create, 81 639 exemplaires de PlayStation 3 ont été vendues en 24 heures au Japon. Les quantités limitées de consoles ont engendré des effets d'opportunisme. Des observations laissent présager que des hommes d'affaires ont payé des ressortissants chinois pour acheter des consoles sans jeux afin de les revendre au prix fort. Aux États-Unis, des actes isolés de violence ont été rapportés tandis que la console s'est négociée entre 1 000 $ et 3 000 $ sur le site eBay.

Premier logo de la PlayStation 3 jusqu'en 2009, avec la typographie du film Spider-Man 3.

La PlayStation 3 est sortie en Europe le 23 mars 2007 seulement en version 60 Go, la version 20 Go s'étant peu vendue au Japon et en Amérique du Nord. Contrairement à la sortie japonaise et américaine, les quantités distribuées furent suffisantes pour répondre à la demande. En France, malgré une soirée de lancement difficile à Paris, 78 000 consoles sont vendues en deux jours sur le territoire. Les meilleures ventes ont été réalisées en Grande-Bretagne avec 173 000 machines écoulées, ce qui constitue un record pour une console de salon. Lors de la soirée de lancement londonienne, les cent premiers acheteurs de PS3 recevaient également un téléviseur HD de 46 pouces (116 centimètres) et étaient raccompagnés chez eux en taxi. Au total, cela représente 250 000 livres (370 000 euros) dépensées par Sony. Le film Casino Royale au format Blu-ray a été offert aux 500 000 premiers acheteurs à avoir enregistré leur console sur le PlayStation Network.
Le jour du lancement de la console, cinq jeux sur support Blu-ray étaient disponibles au Japon, 12 aux États-Unis et 24 en Europe, auxquels s'ajoutent quelques jeux téléchargeables. Les jeux les plus en vue lors des lancements étaient Resistance: Fall of Man, MotorStorm, Virtua Fighter 5, Virtua Tennis 3, Ridge Racer 7 ou encore Formula One Championship Edition. Les meilleures ventes ont été réalisées par Resistance: Fall of Man, qui s'est écoulé à plus de 2 millions d'exemplaires[réf. souhaitée]. Le total des ventes de la console s'élève à 1,7 million de consoles fin 2006, 10,4 millions fin 2007, 21,1 millions fin 2008 et 50 millions le 15 avril 2011. En France, les ventes s'élèvent à 3 millions d'unités le 18 mars 2011.
Fait marquant, la Playstation 2, en vente depuis l'an 2000, continue de se vendre honorablement durant la quasi-totalité de la vie de la Playstation 3: sa production et commercialisation cesse le 4 janvier 2013,,, et son dernier jeu, Pro Evolution Soccer 2014, est sorti le 7 novembre 2013, soit une semaine avant la sortie de la Playstation 4 ; la Playstation 3 n'a donc connu qu'une période de quelques mois en 2013 durant laquelle elle était la seule console de salon commercialisée par Sony.
À l'origine, Sony avait prévu de ne pas intégrer de carte graphique dans la PS3, pensant que le processeur central Cell suffirait à assurer des performances satisfaisantes, mais les développeurs, dont l'équipe ICE de Naughty Dog, ont su convaincre Sony du contraire, notamment face à la concurrente Xbox 360 de Microsoft. Une carte graphique, le RSX de NVIDIA, a donc finalement été intégrée dans la console vers la fin de son développement.

## Modèles
La console a été déclinée en deux configurations au lancement avec les modèles 60 Go et 20 Go en 2006. En 2007, les modèles 40 Go et 80 Go sont progressivement venus les remplacer. Un modèle 160 Go destiné aux utilisateurs en quête d'un espace de stockage supérieur est également sorti en 2008. Puis les modèles « Slim », de 120 Go et 250 Go (pour les packs contenant la console et un jeu), sont apparus. En septembre 2010, les modèles de 160 Go et de 320 Go remplacent ces derniers. Fin septembre 2012, Sony commercialise de nouveaux modèles de PlayStation 3 au design plus élégant, de taille réduite et disposant d'un disque dur d'une capacité de 500 Go. Des modèles sans disque dur avec une mémoire flash de 12 Go sont lancés en Europe en octobre 2012, ainsi que des modèles avec 250 Go de disque dur, exclusifs aux versions NTSC.

### Modèles originaux

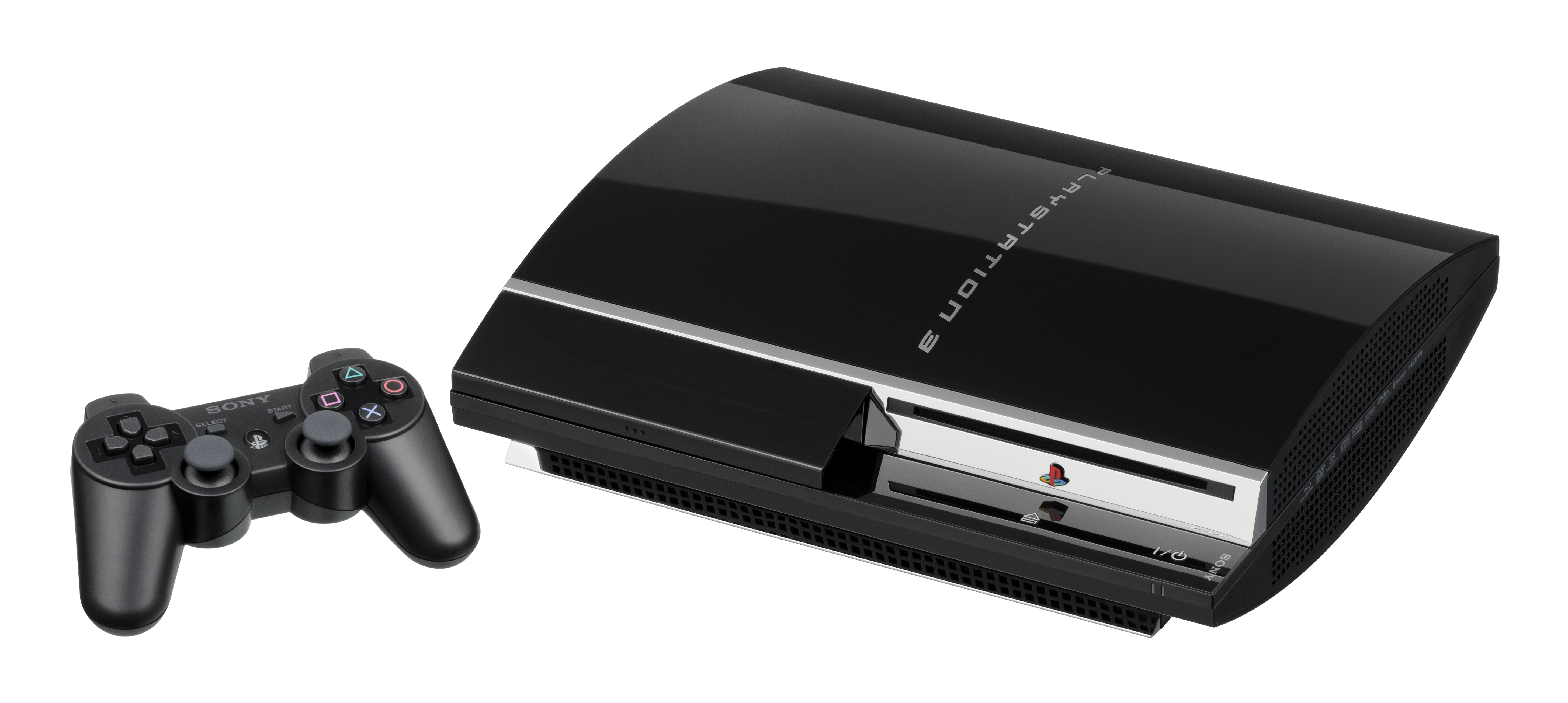
La PS3 « 60 Go » en position horizontale.

Le modèle 60 Go est équipé de lecteurs de cartes mémoires Memory Stick, Secure Digital et CompactFlash, d'une connectivité réseau sans fil Wi-Fi et de quatre ports USB. Le modèle 60 Go européen propose une rétrocompatibilité PS2 semi logicielle. En effet, le modèle PS3 60 Go ne possède pas l'Emotion Engine mais garde le Graphics Synthesizer. Alors que les modèles 60 Go américain et japonais bénéficient de l'Emotion Engine et du Graphics Synthetizer afin d'obtenir une émulation PS2 presque totalement matérielle. La version européenne étant, elle, « allégée » afin de réduire les coûts de production. Sur le plan esthétique, cette version présente deux liserés argentés sur la face avant de la console. Cette version a été remplacée par le modèle 40 Go (et dérivés) en Europe, principalement dans une optique de réduction du prix de vente. La rétrocompatibilité de cette version avec les titres PS2, et le fait qu'elle ne soit plus distribuée dans le commerce en font un des modèles les plus recherchés. Elle a été vendue en pack avec MotorStorm et en starter pack (2 jeux, 2 manettes) avec MotorStorm + Resistance: Fall of Man, Heavenly Sword et Formula One Championship Edition. Les modèles 80 Go américains et japonais sont une déclinaison du modèle 60 Go EU avec un disque dur de capacité différente, et donc une rétrocompatibilité PS2 partielle. Il convient donc de ne pas confondre ces modèles avec les PS3 80 Go disponibles ultérieurement à la vente en Europe.
Le modèle 20 Go est un modèle d'entrée de gamme seulement commercialisé au Japon et en Amérique du Nord mais pas en Europe. Il ne possède aucune connexion Wi-Fi et le seul endroit chromé est le symbole PlayStation 3. Le modèle 80 Go, en Europe, est une évolution du modèle 40 Go comportant un disque dur de plus grande capacité et des composants gravés plus finement (Le RSX est passé à une gravure à 65 nm au lieu de 90 nm à partir du modèle CECHL, ce qui confère à la console moins d'échauffement). Ce modèle n'assure pas non plus la rétro-compatibilité des jeux PlayStation 2. Il a été proposé en pack avec les jeux Killzone 2, Little Big Planet, MotorStorm: Pacific Rift, Infamous, Ratchet and Clank: Quest for Booty.
Le modèle 40 Go est doté de deux ports USB, il ne propose pas de lecteur de cartes et ne prend pas en charge les jeux PlayStation 2 et les SACD. Ce modèle est capable de lire les jeux vidéo PlayStation 1. Sur le plan esthétique, il présente quelques différences mineures et est également proposé en coloris blanc céramique. Il a été proposé en pack avec les jeux Grand Theft Auto IV, Metal Gear Solid 4: Guns of the Patriots et en movie pack avec Spider-Man 3, 300, Harry Potter et l'Ordre du phénix et Casino Royale.
Le modèle 160 Go est doté des mêmes fonctionnalités que les modèles 40 Go et 80 Go mais propose un espace de stockage de 160 Go. Annoncé lors de la Games Convention 2008, il fait suite au lancement du PlayTV sur le Vieux Continent. Il a été proposé en pack avec le jeu Pro Evolution Soccer 2009.
Ces modèles sont aussi appelés les Playstation 3 / PS3 "Fat", en opposition aux modèles dit "Slim" et "Super Slim"/"Ultra Slim" commercialisés ensuite.

### Modèles «Slim»

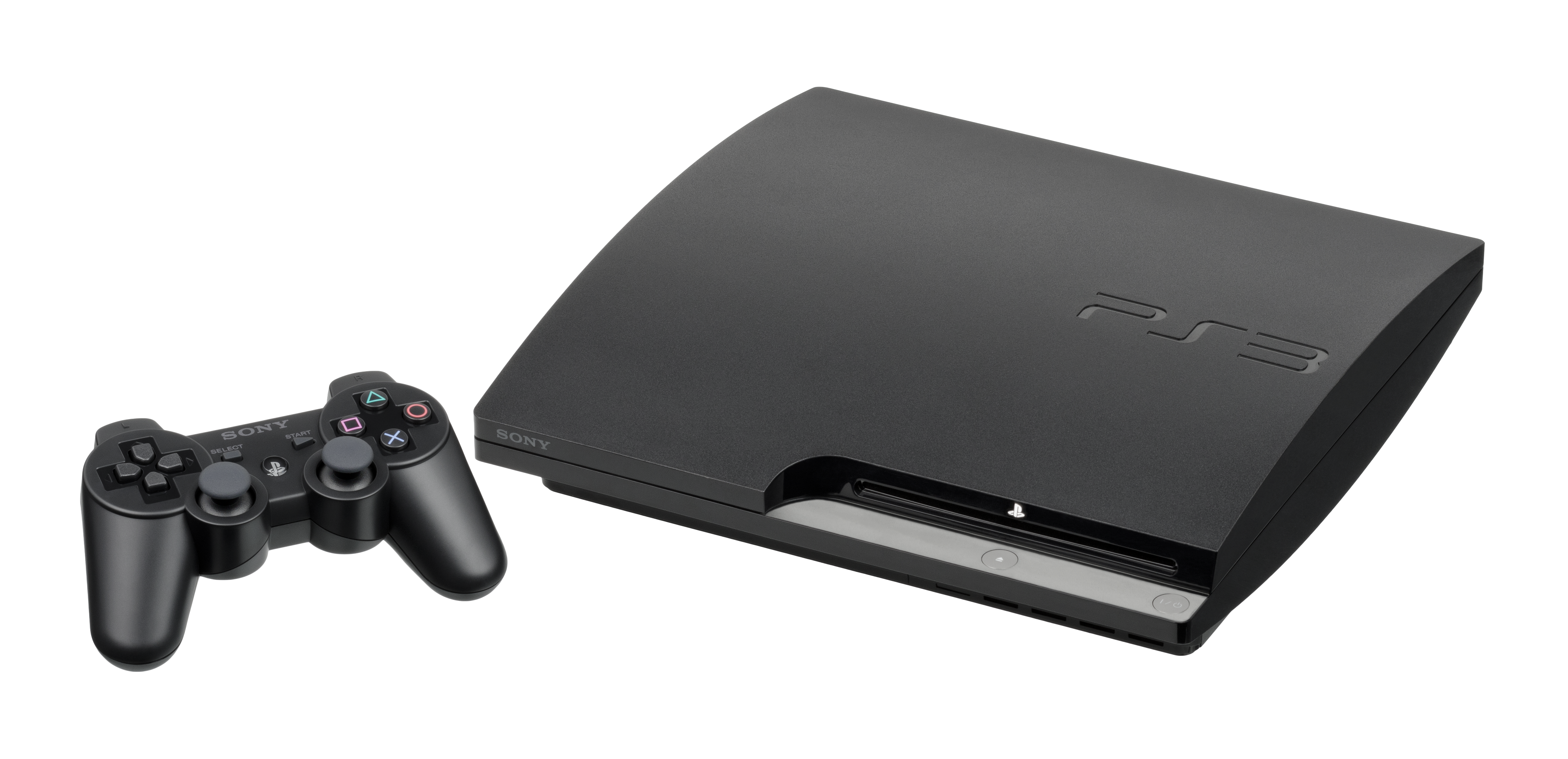
La PS3 « Slim » en position horizontale.

Le modèle 120 Go est un nouveau modèle annoncé par Sony le 24 août 2009 lors du salon gamescom de Cologne. La nouvelle PlayStation 3 (PS3 CECH-2000) est 32 % plus petite, 36 % plus légère et consomme 34 % d'énergie en moins, tout en possédant les mêmes caractéristiques que les anciens modèles, d'où son appellation semi-officielle de PlayStation 3 / PS3 « Slim » . Elle est également équipée de la fonctionnalité Bravia Sync et d'un disque dur de 120 Go mais abandonne la possibilité d'installer un système Linux aux côtés du système propriétaire de Sony. Elle est lancée le 1er septembre 2009 dans la plupart des pays, et la production des anciens modèles est par la suite arrêtée.
Commercialisée en novembre 2009, la seconde mouture, 250 Go, de la PS3 Slim présente les mêmes caractéristiques que la précédente, seule la capacité de son disque dur ayant été revue à la hausse, passant ainsi de 120 Go à 250 Go. À l'exception des États-Unis et du Canada, ce modèle n'est vendu que dans des packs, accompagné de jeux, de films ou d'accessoires parmi Coupe du monde de la FIFA : Afrique du Sud 2010, UFC 2010 Undisputed, God of War III, MAG, Heavy Rain, Uncharted 2: Among Thieves, Assassin's Creed II, Pro Evolution Soccer 2010, Gran Turismo 5, Killzone 2 et un pack en édition limitée Final Fantasy XIII (seulement disponible en Asie soit: en Corée, en Chine et au Japon).
La production des versions CECH-2000 (CECH-2100 série à coque noire et CECH-2500 série à coque blanche avec des disques durs de 160 et 320 Go) intervient dans l'été 2010. Les modèles Slim 160 Go et 320 Go ont été annoncés à la gamescom 2010 durant la conférence Sony. Elles sont commercialisées le 15 septembre 2010. Comme pour le modèle à 250 Go, les consoles à 320 Go se vendront en packs. Les packs disponibles contiendront la console et l'un des jeux parmi : FIFA 11, Pro Evolution Soccer 2011, Medal of Honor, Assassin's Creed: Brotherhood, Little Big Planet 2, Gran Turismo 5, Les Sims 3, Killzone 3, Infamous 2, Uncharted 3 : L'Illusion de Drake, FIFA 12 ou le PlayStation Move.
La version CECH-3000 sortie début de l'été 2011 permettra de réduire encore les coûts de production grâce à une carte mère légèrement modifiée ainsi que quelques modifications comme une disparition de la barre lumineuse sous le lecteur CD, du rétro-éclairage des touches I/O et Eject, du voyant "Présence CD" et d'activité Wifi. Le ventilateur passe d'un modèle 120 mm à 80 mm. Le logo "Sony" est maintenant moulé dans la façade.
Sony a annoncé, le 16 août 2011, une baisse de prix de l'ordre de 20 % portant le prix de la version 160 Go à 249 euros et à 299 euros pour le modèle 320 Go. Depuis novembre 2011, une édition limitée de la console avec une couleur blanche est disponible en Allemagne, en Australie, en France et au Royaume-Uni. Une édition de couleur argent (silver) est disponible en Suisse et en France.

### Modèles «Ultra Slim»

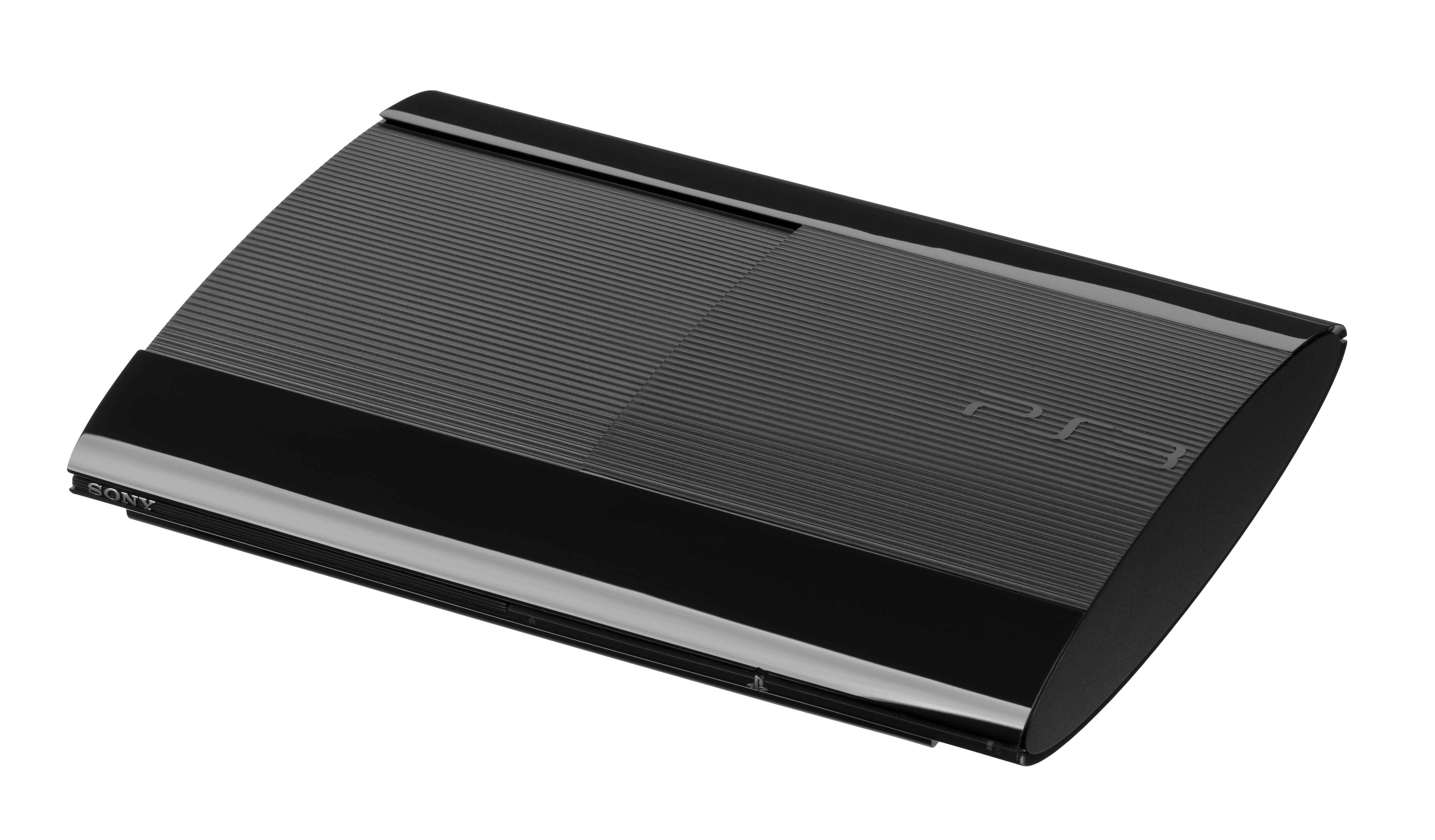
La PS3 « Super Slim » ou « Ultra Slim ».

Les modèles 12 Go, 250 Go et 500 Go sont officialisés par Sony le 19 septembre 2012. Cette famille de modèle est indifféremment appelée aussi bien « Super Slim », notamment par Sony, parfois orthographié "SuperSlim" sur le site web officiel du service après-vente de Sony Europe, que « Ultra Slim », notamment par les médias.
Cette nouvelle version de la console (qui remplace à terme le modèle "Slim" précédent) se caractérise par une diminution de la taille et un poids encore inférieur au modèle "Slim" (lancé en 2009) et présente quelques spécificités et nouveautés comme l'introduction des disques (CD, DVD et Blu-ray) qui se fait désormais par le dessus de la console (comme sur la première Playstation et sur la PS2 Slim) et non plus en façade, via un tiroir à commande mécanique et non plus électrique; le tiroir a la particularité d'être coulissant, ce qui le distingue des trappes rotatives des PS1 et PS2 Slim. En outre, ces modèles sont dépourvus du témoin lumineux d'activité Wi-Fi. En Europe, elles sont commercialisées avec deux capacités de mémoire interne: un modèle de 500 Go, équipé d'un disque dur, ainsi qu'un modèle de 12 Go, qui lui dispose d'une mémoire flash comme stockage interne.
Ce modèle de 12 Go va paraître invraisemblable à son lancement, et est critiqué par la suite : en effet, d'une part cela s'oppose à la logique commerciale de proposer une capacité interne croissante à chaque nouveau modèle de PS3 appliqué jusqu'à présent par Sony, d'autre part il s'agit de la plus faible capacité de mémoire interne proposée de façon native par une PS3; surtout, l'utilisation normale d'une PS3 nécessite une capacité très importante, du fait des installations et mises à jour des jeux souvent obligatoires, le problème s'étant déjà posé avec les versions de PS3 Fat 20 Go et 40 Go qui ont été critiqués du fait de leur disque dur interne très vite saturé par les joueurs. De plus, les acheteurs non avertis, comme certains parents offrant une console à leurs enfants, seront d'ailleurs confrontés aux problèmes liés à la trop faible capacité de la version 12 Go. De même, certains jeux vont bloquer leurs mode en ligne sur les PS3 doté de la capacité native de 12 Go, comme Grand Theft Auto V. En réalité, en Europe, les deux modèles de 12 Go et de 500 Go sont en apparence strictement identique ; ainsi cette version 12 Go est bien équipée d'une baie à disque dur, rendu librement accessible à l'utilisateur par Sony, comme d'ailleurs sur tous les autres modèles PS3,,, ce qui rend possible de lui insérer un disque dur; cette baie à disque dur est simplement vierge à la vente de la console; inversement, le modèle commercialisé comme étant une console 500 Go peut "devenir" une 12 Go si on lui ôte son disque dur. Des versions intermédiaires de 250 Go ont été commercialisées dans d'autres régions du monde. Pour compenser, un disque dur externe USB officiel Sony PlayStation, d'une capacité de 250 Go, a été commercialisé au prix de 90 € pendant environ les deux ans qui ont suivi le lancement de la PS3 Super Slim. Attention cependant: un seul "stockage principal" (un support externe de données pure, formaté en FAT32, n'est pas un "stockage principal") est utilisable à la fois : en devenant le stockage principal de la PS3 Super Slim, tout support de stockage, aussi bien interne qu'externe, désactive la mémoire interne de 12 Go; inversement, en l'absence de d'autres sources de stockage principal, c'est la mémoire 12 Go qui s'active par défaut.

## Architecture matérielle
| Caractéristiques détaillées |
| --- |
| Microprocesseur (CPU) |
| - Processeur Cell cadencé à 3,2 GHz contenant : - 1 cœur "PPE" (PowerPC Processing Element) de type IBM PowerPC, capable d'exécuter deux processus à la fois (SMT) - 8 cœurs "SPE" (Synergistic Processing Elements) embarquant chacun 128 registres généraux de 128 bits et 256 Ko de SRAM) - 1x Cache de niveau 2 de 512 Ko (pour le PPE) - 1x Bus EIB (Element Interconnect Bus) : gère les communications internes entre les différents éléments - 1x MIC (Memory Interface Controle) : contrôleur de mémoire partagé - 1x Flex I/O Interface : contrôleur d'entrées/sorties (E/S) Note : un des huit SPEs est réservé pour la redondance, et un autre pour la sécurité et les tâches de fond, ce qui donne 6 SPE utilisables par les jeux et les applications Le cœur "PPE" du CELL est semblable aux cœurs utilisés dans le processeur de la Xbox 360, à la différence que le processeur de cette dernière en comporte 3, mais sans les cœurs "SPE". |
| Processeur graphique (GPU) |
| - RSX (Reality Synthesizer) offrant : - une architecture basée sur le G7x (GeForce 7) - une fréquence de 550 MHz - 1 interface mémoire 128 bits de type DDR - 300 millions de transistors |
| Mémoire |
| - 256 Mo de RAM principale de type XDR DRAM, cadencée à 400 MHz - 256 Mo de RAM vidéo de type GDDR3, cadencée à 700 MHz Le processeur CELL et le RSX ont tous deux accès aux 512 Mio de mémoire. |
| Bande passante système |
| - RAM principale à 25,6 Go/s - RAM vidéo à 22,4 Go/s - RSX à 20 Go/s (écriture) et 15 Go/s (lecture) - SB< 2,5 Go/s (écriture) + 2,5 Go/s (lecture) |
| Stockage |
| Disque dur de 2,5 pouces SATA, tournant à une vitesse de 5 400 tr/min : - 20 Go - 40 Go - 60 Go - 80 Go - 120 Go - 160 Go - 250 GO - 320 GO - 500 GO |
| Son |
| Dolby 5.1 ch, DTS, DTS-HD, LPCM, etc. (géré par le CPU) |
| Entrées/sorties |
| - 4x ports USB 2.0 (2x ports sur les nouveaux modèles européens) - 1x port Memory Stick Standard/Duo, PRO (version Luxe uniquement) - 1x SD Standard/Mini (version Luxe uniquement) - 1x CompactFlash (Type I, II) (version Luxe uniquement) |
| Communication |
| - 1x Ethernet (10BASE-T, 100BASE-TX, 1000BASE-T) - 1x Wi-Fi IEEE 802.11 b/g (version Luxe uniquement) - 1x Bluetooth 2.0 (EDR) |
| Manette |
| - Bluetooth (7 périphériques maximum) - Détecteur de mouvement avec 6 degrés de liberté - USB 2.0 (avec fil) - Wi-Fi (PSP, PS Vita) - Réseau (via IP) |
| Sortie audio/vidéo |
| - Définitions TVHD : 480i, 480p, 720p, 1080i, 1080p - Support du HDV 50i (fréquence d'images européenne 50 Hz) : à partir du firmware v2.50 (15/10/2008) - Sortie analogique : 1x prise AV MULTI - Sortie numérique : 1x prise HDMI 1.3 - Son numérique : 1x sortie optique |
| Lecteur de disques |
| - CD : PlayStation CD-ROM, PlayStation 2 CD-ROM, CD-DA, CD-DA (ROM), CD-R, CD-RW, SACD, SACD Hybrid (CD layer), SACD HD, DualDisc, DualDisc (audio side), DualDisc (DVD side) - DVD : PlayStation 2 DVD-ROM, PlayStation 3 DVD-ROM, DVD-Vidéo, DVD-ROM, DVD-R, DVD-RW, DVD+R, DVD+RW - Blu-ray Disc : BD-ROM PlayStation 3, BD-Vidéo, BD-ROM, BD-R - Vitesse : x2 CLV (9 Mo s−1 débit constant) |
| Format de fichiers |
| - Vidéo : MPEG-1, MPEG-2 (PS, TS), H.264 (MPEG-4 AVC), MPEG-4 SP, DivX, Xvid - Audio : ATRAC (.oma .msa .aa3), AAC (.3gp .mp4), MP3 (.mp3), WAV (.wav), WMA (.wma) - Image : JPEG, TIFF, GIF, PNG, BMP |

### Processeur graphique RSX
Le processeur graphique, baptisé RSX (Real Synthesizer), a été conçu par Nvidia en collaboration avec Sony. Il est basé sur l'architecture NV40 fonctionnant à 550 MHz.
La puce était produite par l'usine Sony de Nagasaki avec une finesse de gravure de 90 nm. Selon Nvidia, le RSX est plus performant que deux GeForce 6800 Ultra montées en SLI,. L'architecture et les spécifications sont en fait très proches du haut de gamme de l'époque, les GeForce 7 (7800 et 7900 GTX). L'interface de programmation graphique est propriétaire, mais se rapproche des spécifications d'OpenGL-ES. Le langage de shader utilisé est quant à lui le CG, développé par Nvidia. La RAM vidéo utilise la technologie GDDR3.
Le processeur emprunte beaucoup des technologies de la génération G70 & G71 avec une architecture dédiée s'articulant autour de pipelines de vertex et de pixel shader séparés :
- 24 unités de Pixel shader (27 Flops par unité et par cycle - 356.4 Gflops[44]) ;
- 8 unités de Vertex shader (8 Flops par unité et par cycle - 44 Gflops) ;
- bien que la puissance théorique du GPU de la PS3 soit supérieure au GPU Xenos équipant la Xbox 360, l'architecture utilisée est une architecture non unifiée et datée, ce qui en fait un GPU plus complexe à exploiter. De même, le nombre de transistors du RSX est de 300,2 millions contre 232 millions pour le GPU Xenos de la Xbox 360.

Cette complexité, ajoutée à la complexité du CPU CELL et à une interface de programmation propriétaire explique pourquoi, beaucoup des jeux multi supports étaient mieux optimisés sur Xbox 360 que sur PS3. L'optimisation sur cette dernière était décrite comme laborieuse par les développeurs.
Modèle Slim CECH-2100A
Pour accroître ses marges et gagner en « écolo-attitude », Sony a principalement modifié deux composants par rapport à la précédente version Slim CECH-2000A :
- Nouveau processeur RSX : il passe de 65 nm à 40 nm avec pour bénéfices majeurs une consommation de courant moindre, une température moins élevée et qui nécessite donc moins de refroidissement. C'est un moyen d'augmenter sa fiabilité qui réduira encore plus les risques de YLOD (Yellow Light Of Death : panne en partie due à la loi interdisant le plomb dans les soudures, conduisant donc à un défaut lors des soudures des billes (BGA) faites sur le RSX. En sortie d'usine, certaines consoles avaient donc les billes qui faisaient contact entre la carte mère et le RSX, mais avec l'assèchement des billes d'étain celles-ci ne faisant plus contact, il en résultait une mise en échec de la console, soit le ylod). Il est également équipé avec des condensateurs Nec-Tokin qui ont récemment montrés être bien plus souvent la cause de YLOD que les soudure BGA du RSX, ces derniers ont été remplacés par des condensateurs au tantale de type D dans les futures itérations de la PS3, expliquant le gain de fiabilité des futurs modèles bien que l'étain soit resté le même.
- Nouveau bloc d'alimentation : il pesait 815 grammes dans la PS3 Fat 60 Go des débuts, pour descendre à 442 grammes en PS3 Slim v1, et enfin parvenir à 412 grammes sur cette nouvelle version.
- Nouveau bloc de refroidissement : poids et taille réduits (408 grammes, contre 545 grammes pour la PS3 Slim existante).
- Suppression d'autres composants reliés au RSX.

### Processeur CELL
Le processeur central de la PlayStation 3 est un processeur CELL conçu par IBM, en partenariat avec Sony et Toshiba, et dérivé du PowerPC. Outre son utilisation pour la PS3, le Cell est utilisé sur des serveurs d'applications. Le consortium à l'origine de sa création envisage aussi de l'intégrer dans de nombreux dispositifs de haute technologie comme les prochaines générations de télévisions à haute définition ou encore les lecteurs de salon Blu-ray, etc. Il est aussi optimisé pour la 3D en intégrant à chaque SPE(s) une unité SP Graphique (SIMD 128 bits entièrement pipeliné avec ajout de multiplication et accumulation d'instructions). Le CELL est à l'origine gravé en 90 nm. Depuis 2007 et l'introduction du modèle 40 Go, la finesse de gravure est passée à 65 nm. La finesse de gravure est réduite à 45 nm en 2009 avec la sortie de la PS3 Slim, pour améliorer encore les coûts de production et la durée de vie de la PS3.
Le processeur est à l'origine composé de 8 SPE. Cependant, le Cell présent au sein de la PlayStation 3 n'en possède que 7 d'activés (par souci de rendement en usine). La puissance théorique de ce CPU est de 230,4 GFLOPS pour les calculs de simple précision à virgule flotante et de 100 GFLOPS avec une double précision par la technique de raffinement itératif. Parmi ces 7 SPU réellement fonctionnels, 1 est réservé à l'OS. Par conséquent, les développeurs ont accès à 6 SPE. Plusieurs éléments caractérisent ce processeur. Son rendement (flops) par watt consommé et par transistor extrêmement haut, qui en fait encore actuellement l'une des plus puissantes architectures de processeur ; l'écart entre les performances théoriques et les performances réelles est très faible, et bien qu'ils soient complexes, il a été démontré que les SPE sont capables d'atteindre quasiment 100 % de leurs performances théoriques, ce qui n'est pas le cas des CPU classiques de type General-purpose-unit.
Le rendement et l'efficacité du Cell sont deux grandes caractéristiques de ce processeur, et sont bien plus pertinentes que la puissance brute elle-même.
Toutefois, la complexité de programmation des processeurs Cell, même par les programmeurs de Sony, fait que le résultat de cette puissance ne s'est jamais montré à l'écran.

### Mémoire
Le RSX dispose de 256 Mo de GDDR3, tandis que 256 Mo de XDR DRAM sont assignés au CELL. Les deux puces ont néanmoins accès aux deux zones de mémoire, l'une par l'intermédiaire de l'autre,.
| Processeur    | XDR       | GDDR3                           |
| ------------- | --------- | ------------------------------- |
| CELL lecture  | 16,8 Go/s | 16 Mo/s (15,6 Mo/s à 650 MHz)   |
| CELL écriture | 24,9 Go/s | 4 Go/s                          |
| RSX lecture   | 15,5 Go/s | 22,4 Go/s (20,8 Go/s à 650 MHz) |
| RSX écriture  | 10,6 Go/s | 22,4 Go/s (20,8 Go/s à 650 MHz) |

### Blu-ray et connectique HDMI
La PlayStation 3 intègre le lecteur Blu-ray Disc, un des formats conçus pour la télévision à haute définition et appelé à remplacer le DVD. Un disque Blu-ray propose une capacité de stockage de 25 Go de données sur un disque simple couche et de 50 Go pour un disque double couche. Tous les jeux PlayStation 3 sont gravés sur des disques Blu-ray, et une mise à jour du firmware permet de lire des films Blu-ray 3D et d'activer la 3D sur les jeux PS3 compatibles depuis septembre 2010. Le lecteur lit aussi les Blu-ray vidéo, les DVD vidéo, les CD audio (tous les modèles) et les SACD (seulement pour les modèles 20 Go, 60 Go et 80 Go NTSC).
La console propose aussi une connectique HDMI 1.3 (une partie des fonctionnalités HDMI 1.4 est disponible afin de permettre la diffusion en 3D). Le HDMI (High Definition Multimedia Interface) est une interface audio/vidéo entièrement numérique capable de transmettre des flux non compressés. Elle a été conçue pour la transmission de données haute définition mais supporte n'importe quel format de vidéo, du 480i au 1080p.

### Disque dur
La PlayStation 3 dispose d'un disque dur standard amovible en série, d'une capacité de 12, 20, 40, 60, 80, 120, 160, 250, 320 ou 500 Go selon le modèle. Le disque dur permet de stocker les sauvegardes de jeux, les jeux et les démos téléchargeables ainsi que les trophées de jeux et du contenu multimédia (musique, vidéo, image). L'installation des jeux sur le disque dur permet parfois de réduire sensiblement les temps de chargement. Il peut être facilement remplacé par un disque dur standard 2,5 pouces répondant à la norme S-ATA d'une vitesse de rotation recommandée de 5 400 tr/min (l'opération n'annule pas la garantie). Un disque dur externe formaté avec le système de fichiers FAT32 peut également être connecté via les prises USB 2.0.

### Design

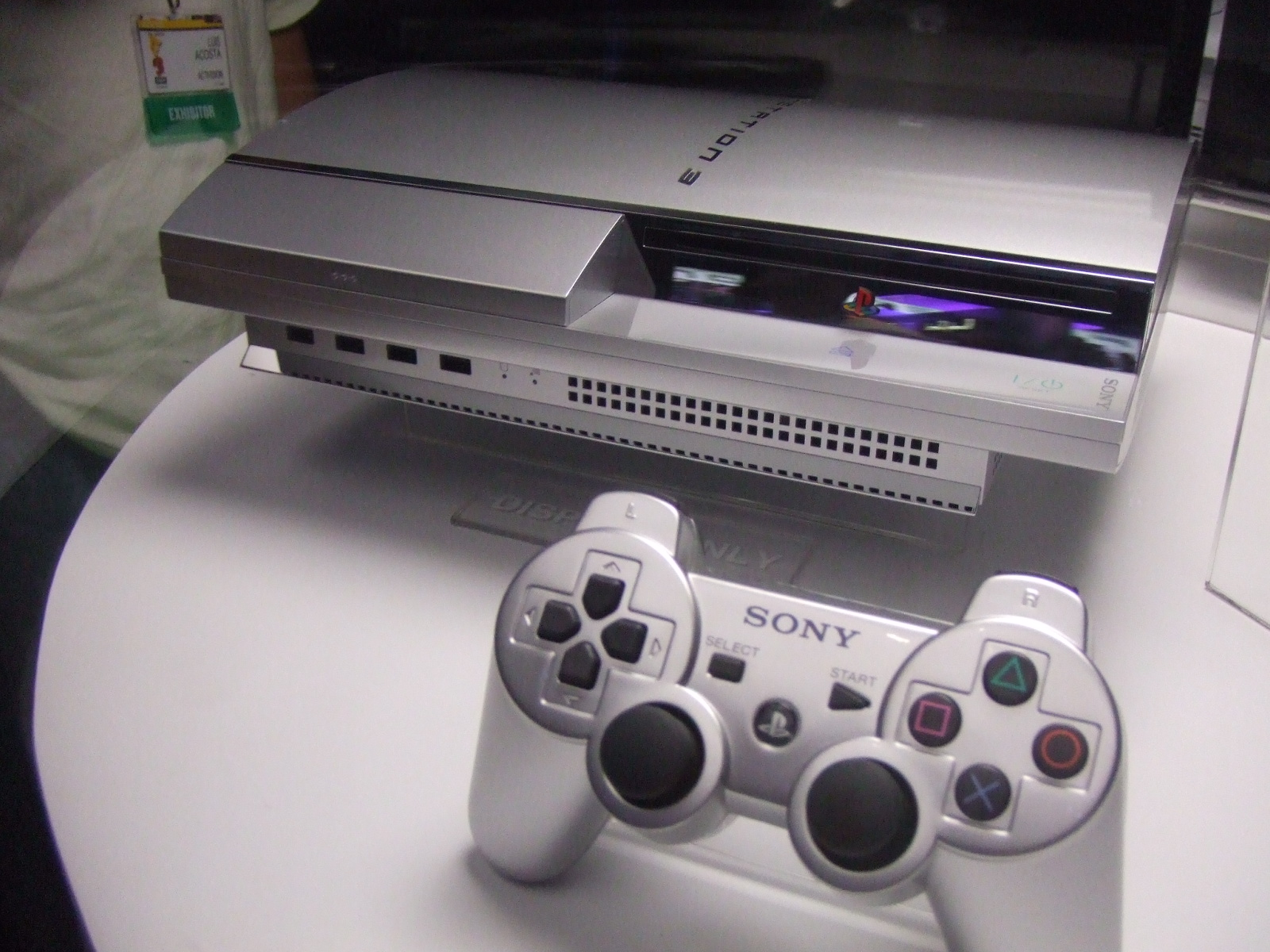
Prototype de la console à l'E3 2006.

Le design de la PlayStation 3 a été réalisé en interne, comme le veut la culture d'entreprise chez Sony. C'est Teiyu Goto, déjà responsable du design des modèles PlayStation et PlayStation 2 (ainsi que de la gamme d'ordinateurs VAIO), qui l'a réalisé. Les premières ébauches ont été commencées fin 2004, six mois avant la première présentation de la console au salon de l'Electronic Entertainment Expo (E3) 2005. Parmi les buts poursuivis par le designer, il y a l'idée de donner de la présence à la console, un sentiment de luxe, de s'éloigner du look rectangulaire de la PS2 tout en préservant un lien de parenté, et de créer un objet « à part » que l'utilisateur aurait envie de poser sciemment dans une pièce. Une évolution importante comparé aux modèles précédents est la limitation des manipulations de la machine par l'utilisateur, ce qui « justifie » une coque luisante et donc plus salissante. Comme la PS2, la console peut être positionné indifféremment à l'horizontale ou à la verticale. Elle présente un lecteur « mange-disques » et des touches tactiles en façade.
L'objectif était aussi de rassembler tous les éléments de la console (carte-mère, lecteur Blu-ray, disque dur, alimentation) dans un volume minimum. Les spécificités techniques finales de la machine ont été définies progressivement et la version finale de la console est sensiblement plus volumineuse que le prototype de l'E3 2005. Pour donner l'impression d'une machine compacte, les lignes ont été affinées au maximum, en taillant dans le superflu, même dans les éléments intégrés tels que le lecteur ou l'alimentation. La coque noire présente aussi une légère transparence pour alléger le volume. Pour évacuer la chaleur, les ingénieurs ont opté pour un grand ventilateur qui couvre quasiment la superficie de la carte mère (laquelle présente des trous d'aération), ce qui limite aussi le volume sonore (il tourne plus lentement).
La fonte de caractères, ou police, utilisée pour le logotype final de la console est celle des films Spider-Man, dont la licence appartient à Sony. Teiyu Goto explique que le précédent logo de la PlayStation ne se mariait plus avec les formes arrondies du nouveau modèle. En outre, créer une police spécifique comportait des risques au niveau qualitatif ainsi qu'un surcoût. Teiyu Goto précise enfin qu'utiliser la même fonte était aussi le souhait du président de Sony Computer Entertainment, Ken Kutaragi. À partir de mai 2009, des rumeurs ont circulé au sujet d'une nouvelle version de la console, au design particulièrement affiné. Sony n'a pas fait de commentaires au sujet de cette « PS3 Slim » à l'E3 2009 mais l'a confirmé lors de la Gamescom le 18 août 2009 à Cologne. La PS3 Slim, sortie à l'automne 2009, arbore un design bien plus sobre que la PS3 originale, avec une finition mate et un nouveau logo PS3 plus discret. La manette ne change pas, il s'agit toujours de la Dual Shock 3.
Un nouveau modèle encore plus compacte est officialisé par Sony le 19 septembre 2012. Les formes sont plus arrondies et le lecteur mange-disc cède sa place à un capot coulissant situé sur la partie supérieure de la console où apparaissent des rainures.

## Accessoires officiels

### Manettes Sixaxis et DualShock 3

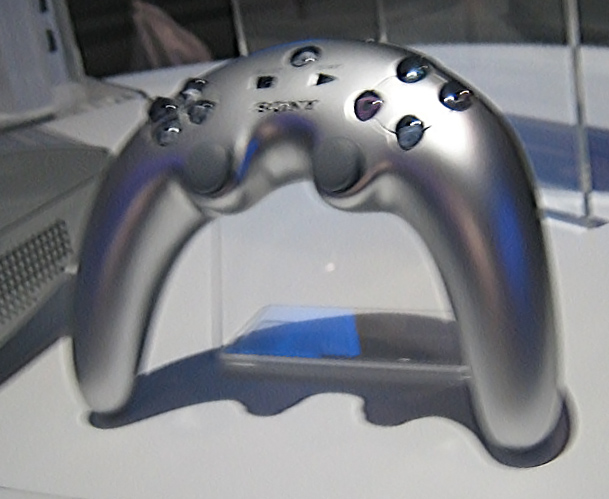
Le premier prototype de manette PS3, abandonné par la suite.

La manette livrée à l'origine avec la PlayStation 3 se nomme « SIXAXIS », un palindrome en référence au capteur de mouvements à 6 degrés de liberté qu'elle intègre. Ce dispositif permet à la console de détecter l'orientation de rotation et l'accélération de translation de la manette sur les trois axes dimensionnels. La manette propose ainsi un mode d'interaction avec les jeux basés sur le mouvement. La fonction de détection est généralement utilisée pour réaliser des actions contextuelles, en complément des interactions classiques avec les boutons.
Avec l'implémentation de la technologie Bluetooth et d'une batterie intégrée, la manette devient sans fil. L'autonomie annoncée de la batterie est de 30 heures. Elle se recharge en reliant la manette à la console avec un câble USB (fourni). Quatre LED situées sur la tranche permettent de distinguer les manettes entre elles. Jusqu'à 7 contrôleurs peuvent être gérés simultanément par la console.

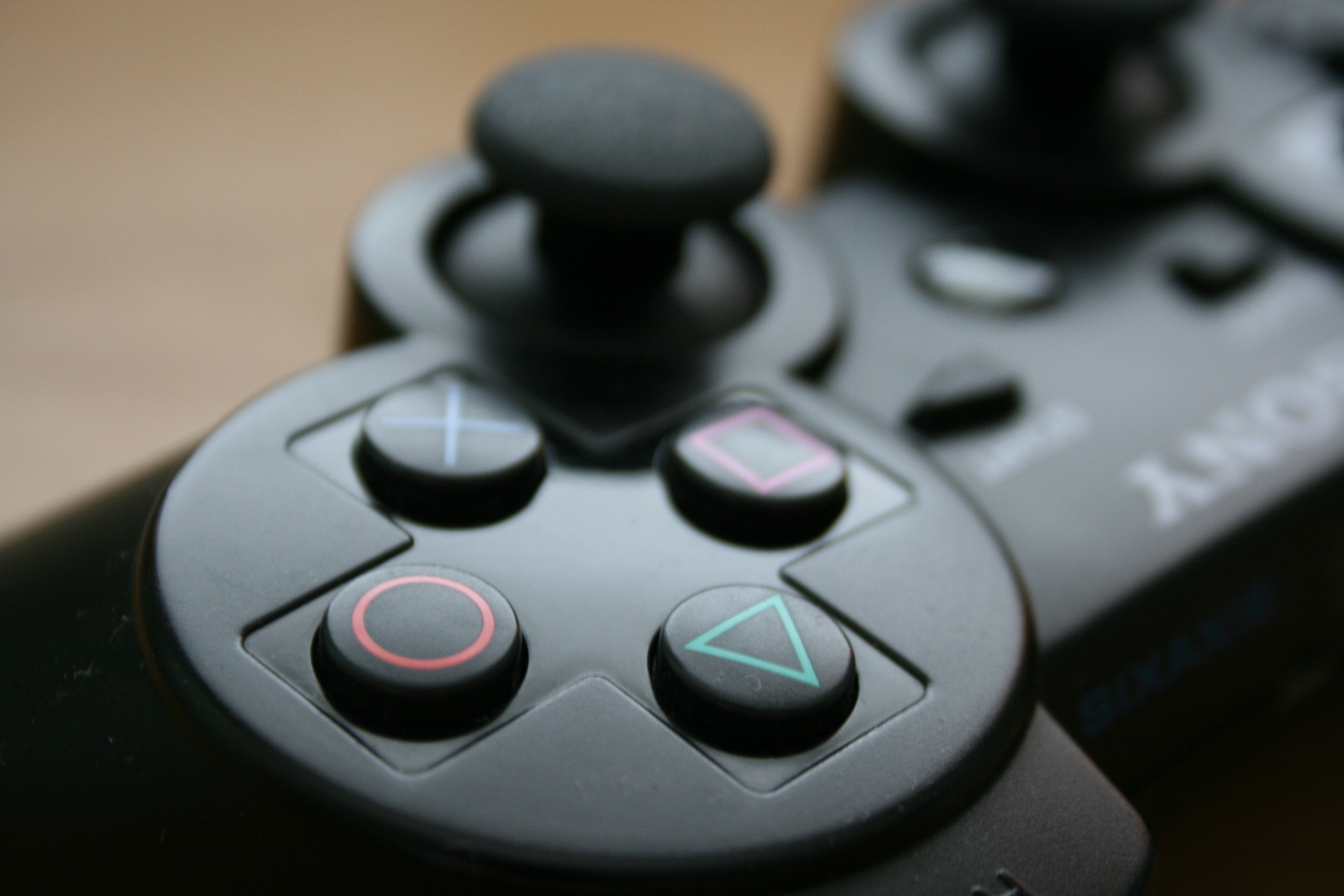
Touches de la manette originale Sixaxis.

La Sixaxis reprend l'apparence de la DualShock 2. L'ergonomie a cependant subi quelques évolutions. Un bouton avec le logo « PlayStation » placé au centre du contrôleur permet d'accéder à l'interface Xross Media Bar ou encore d'allumer/éteindre la console. Les boutons L2 et R2 situés sur la tranche ont été remplacés par des gâchettes analogiques dont l'amplitude permet un contrôle plus précis. L'angle d'inclinaison des joysticks analogiques a été légèrement augmenté afin d'accroître la sensibilité des commandes et de dynamiser la manipulation. Enfin, pour ces deux derniers éléments (touches L2/R2 et joystick analogique), la précision de réponse a été améliorée avec une quantité d'information passant de 8 à 10 bits.
La Sixaxis est dénuée de moteurs solénoïdes, lesquels permettent les vibrations. Nombreux joueurs et certains développeurs, comme Hideo Kojima, ont regretté le retrait de cette fonction. Sony a avancé des problèmes techniques pour justifier ce retrait. Un responsable, Phil Harrison, a également parlé de « fonctionnalité de la génération précédente », en opposition à la détection de mouvement. Le différend juridique opposant Sony à la société américaine Immersion, détentrice de brevets liés à la technologie de vibration de la DualShock, est vraisemblablement la cause de l'absence de vibrations. En mars 2007, Sony fait savoir avoir mis fin à leur litige avec Immersion et entrepris un nouveau partenariat, et en septembre 2007, la société annonce la sortie du modèle DualShock 3 qui intègre les vibrations. Ce modèle reprend par ailleurs toutes les caractéristiques du modèle Sixaxis. Il est sorti en novembre 2007 au Japon, en avril 2008 aux États-Unis et en juillet 2008 en Europe.
L'une des différences entre la Sixaxis et la Dualshock 3 est donc que la Sixaxis ne vibre pas, au contraire de la Dualshock 3. L'absence des moteurs de vibration permet à la manette d'être plus légère que la Dualshock 3 (137 g contre 191 g). La seconde différence réside dans sa conception, en effet les 2 sticks analogiques ainsi que les gâchettes L1, L2, R1, R2 de la Sixaxis ayant tendance à rapidement se détériorer, Sony a donc renforcé la Dualshock 3 et remplacé le plastique fin et semi-transparent de la Sixaxis par un plastique mat plus épais.

### PlayStation Move

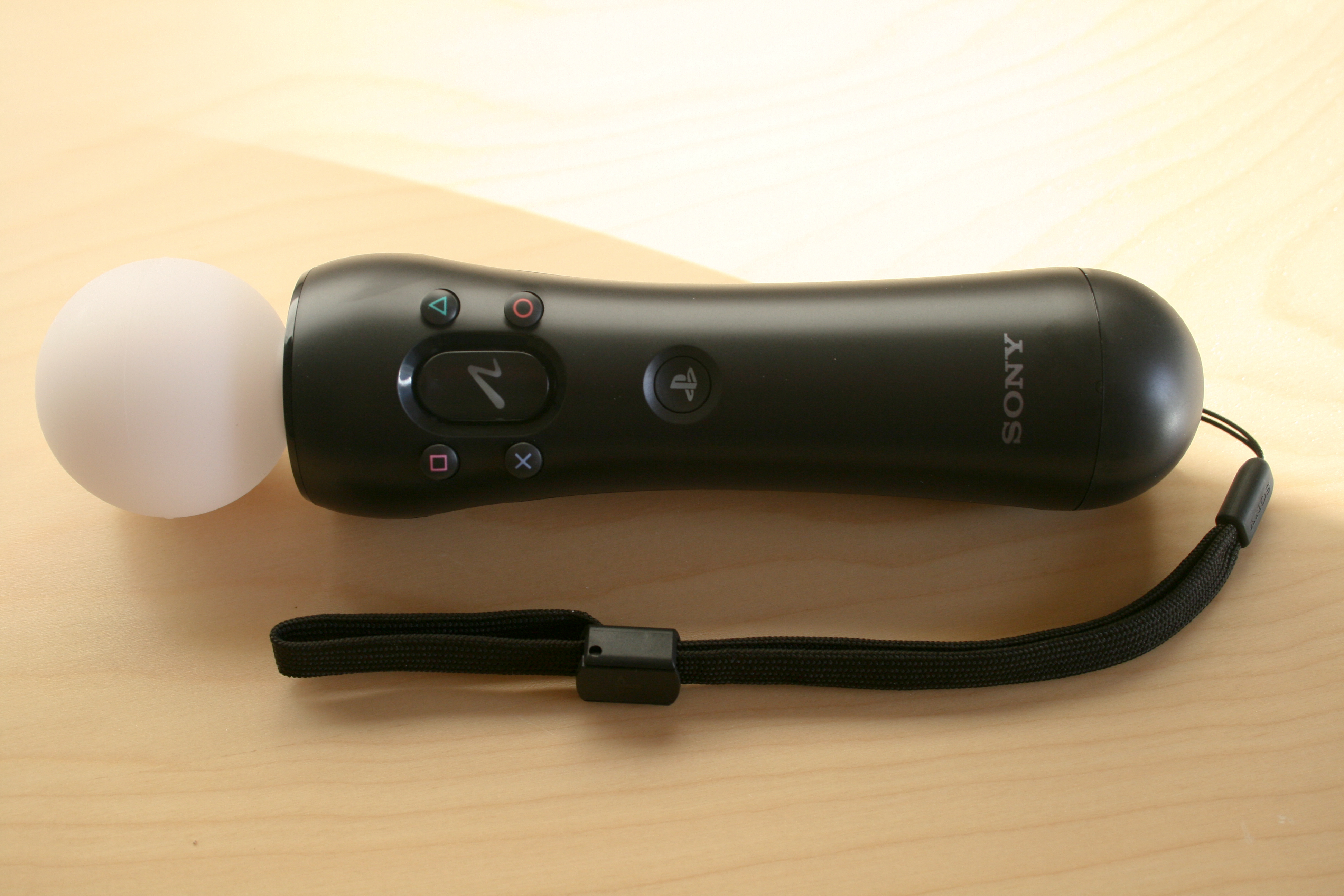
PlayStation Move.

Présenté lors de l'E3 2009 le Motion Controller est une manette permettant la reconnaissance de mouvement, proche dans la forme de l'utilisation d'une Wiimote dont il s'inspire. Le 11 mars 2010, à la Game Developers Conference de San Francisco, est finalement révélé le nom final du Motion Controller : PlayStation Move. Il est distribué depuis le 15 septembre 2010 en Europe, le 17 septembre 2010 en Amérique du Nord et à partir du 21 octobre 2010 au Japon.

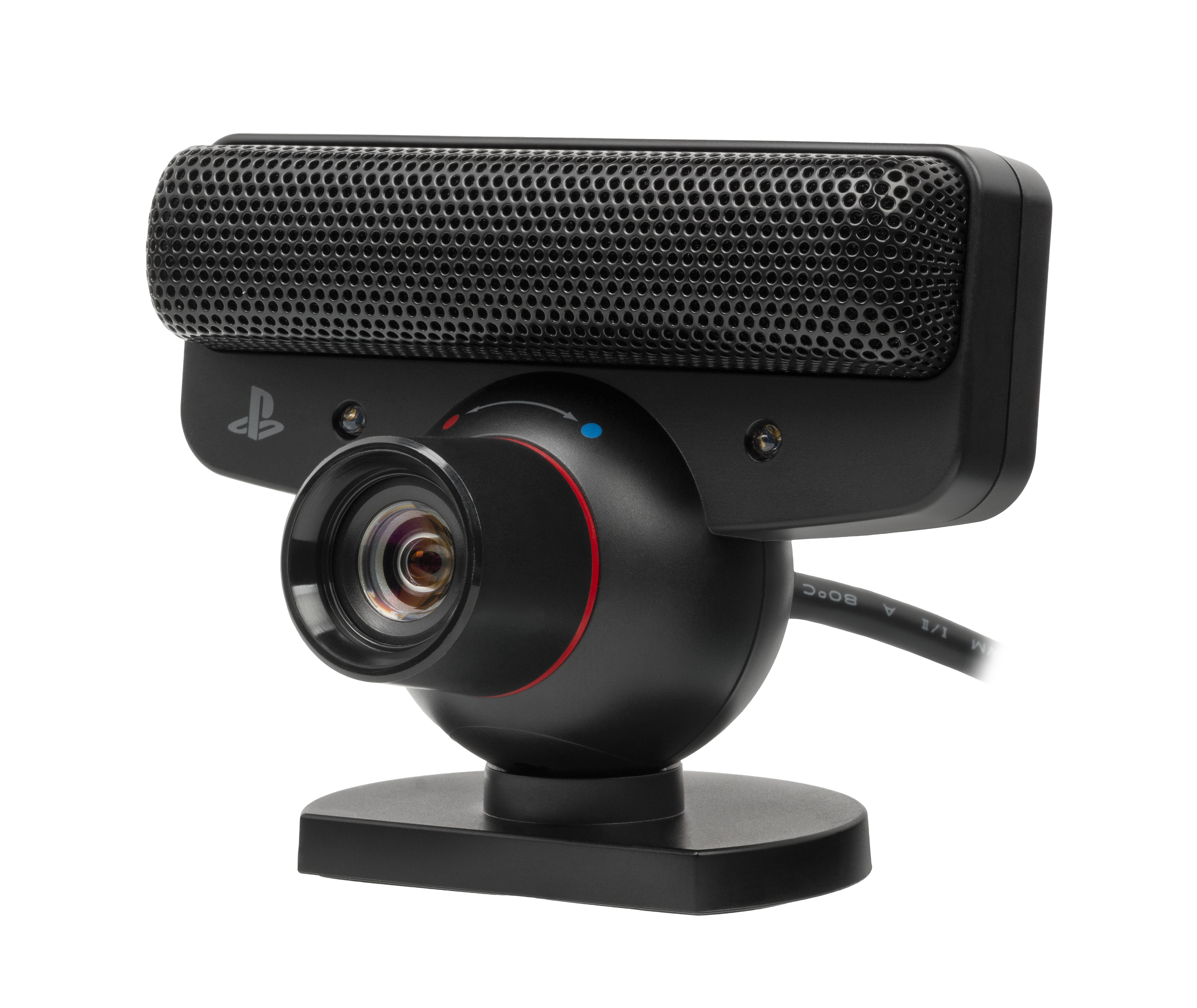
PlayStation Eye.

Il se place en concurrent d'une part, de la Wii Remote de chez Nintendo et de l'autre du Kinect de chez Microsoft. Le PlayStation Move permet de jouer en se déplaçant, en faisant des mouvements, en pointant l'écran. Il est également possible d'utiliser deux PlayStation Move en même temps. Il s'utilise combiné avec le PlayStation Eye, qui sert à situer les joueurs dans l'espace, et permet une reconnaissance faciale. Pour promouvoir son périphérique, Sony incite et tend à le rendre compatible avec des jeux dits « gamer » comme Killzone 3, ou Heavy Rain, titre sorti avant l'accessoire mais ayant bénéficié par la suite d'une mise à jour visant à le rendre jouable au PlayStation Move, au détriment de DLC annulés qui ne verront jamais le jour selon David Cage du studio Quantic Dream. Malgré cette orientation qui voudrait réunir tous les publics autour de sa console de salon, ce n'est pas un secret que le PlayStation Move cherche à grappiller avant tout des bouts du terrain juteux de la Wii, à la vue de son succès commercial et de Wii Fit, notamment chez les jusqu’ici « non-joueurs », console de salon la plus vendue de l'époque dite next-gen bien que son hardware fut totalement obsolète dès sa sortie. Le public PlayStation n'étant pas principalement composé de joueurs occasionnels ou d'adeptes aux casual gaming, les jeux familiaux qui virent le jour depuis, du type Start The Party, Sports Champions ou Racket Sports confirment la tendance vers l'orientation très grand public insufflée, tout comme avec celle des jeux de dance comme Dance Dance Revolution ou Dance on Broadway, ou encore la catégorie fitness avec Get Fit With Mel B.

### PlayStation TV
La PlayStation TV est un tuner / enregistreur numérique pour la PlayStation 3 disponible uniquement en Europe, dévoilé en août 2007 lors de la Games Convention de Leipzig. Le périphérique externe, sous la forme d'un boîtier qui se branche à la console via un port USB, permet de regarder, mettre en pause, et stocker sur le disque dur de la machine les émissions de télévision numérique terrestre diffusées au standard européen DVB-T (la TNT en France).
Équipé d'un double tuner HD, il permet notamment d'enregistrer un programme tout en en regardant un autre ou même en jouant. Le support de la TNT HD fut annulé en France mais une mise à jour d'avril 2009 le rend compatible avec les flux MPEG4, donc avec la TNT HD Française. L'enregistrement peut être programmé grâce au guide des programmes inclus avec l'adaptateur et il est possible de diffuser à distance sur la PSP les contenus enregistrés.

## Services
La console utilise un système d'exploitation propriétaire, pour lequel 72 Mo de mémoire vive du système sont réservés en permanence pour son fonctionnement. Le système peut être mis à jour par Internet (par le biais du PlayStation Network) ou par support USB. L'environnement graphique repose sur le XMB, déjà utilisé sur PSP. Il propose neuf sous-menus : Utilisateur, Paramètres, Photo, Musique, Vidéo, Jeu, Réseau, PlayStation Network et Amis. Un dixième menu nommé TV est disponible avec l'accessoire PlayTV.

### Media center
La PlayStation 3 est un lecteur multimédia certifié DLNA. Le système permet de visualiser des photos, d'écouter de la musique et de visionner les vidéos stockées sur le disque dur ou sur tout ordinateur connecté en réseau. Il supporte divers formats de fichiers vidéo (MPEG-1, MPEG-2, H.264, MPEG-4, DivX, Xvid), audio (ATRAC, AAC, MP3, WAV, WMA) et image (JPEG, TIFF, GIF, PNG, BMP).
Le système d'exploitation est multitâche, permettant par exemple d'écouter de la musique tout en surfant sur le web ou en regardant un diaporama de photos.

### Navigateur Web
La PS3 utilise par défaut une version évoluée du mini-navigateur NetFront d'Access, également utilisée sur PSP. Le navigateur propose la plupart des fonctions ou attributs classiques (page de démarrage, signets, historique, taille des caractères, cookies, cache, JavaScript). Jusqu'à six pages Internet peuvent être ouvertes simultanément. L’interface a été adaptée à la manette Sixaxis mais il est aussi possible de connecter un clavier USB et une souris USB à la console pour faciliter la navigation, ou bien un PlayStation Move depuis le firmware 3.50.

### Linux

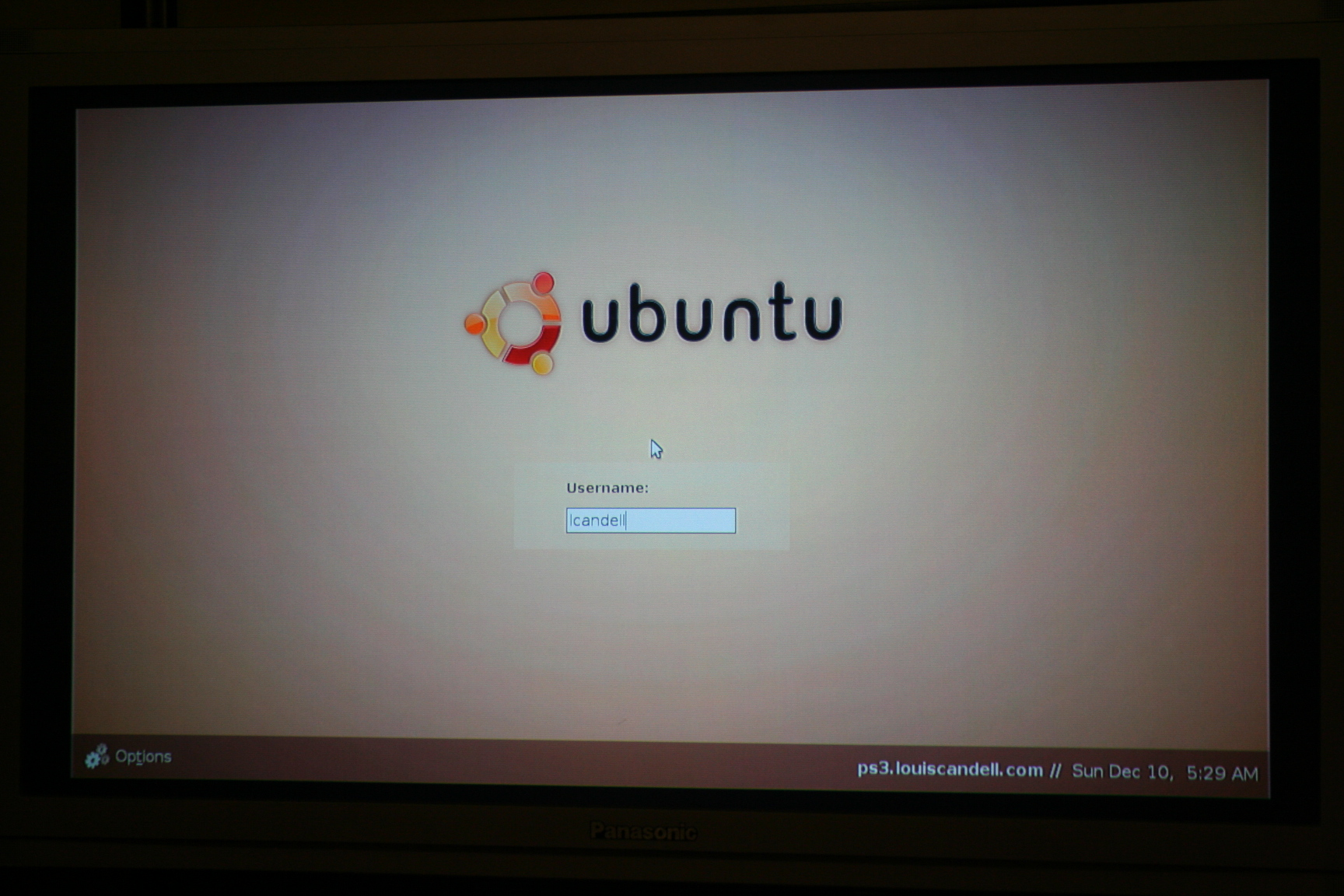
Ubuntu sur PS3.

Linux était officiellement disponible en téléchargement à partir de décembre 2006 via la distribution Yellow Dog Linux qui permet d'exécuter des applications développées par les utilisateurs (par exemple des émulateurs de jeux). Sony réalise ainsi son objectif de faire de la PS3 un centre de divertissement numérique à l'image du PC. D'autres distributions Linux telles que Ubuntu, Fedora, Debian ou Gentoo sont disponibles en version compatible PS3, ainsi que toutes les distributions prévues pour l'architecture PowerPC 32 ou 64bits. Cependant, la PS3 slim ne permet pas l'installation d'un autre OS.
Toutefois, il n'est pas possible d'utiliser directement la carte graphique RSX de la console sous Linux, Sony ayant bridé son accès : il est donc nécessaire de s'appuyer sur d'autres ressources matérielles pour obtenir une accélération vidéo. L'accélération 3D utilisant les possibilités du processeur Cell est possible depuis janvier 2008 au sein du projet Gallium 3D, projet qui devait remplacer Mesa 3D à court terme.
Le 1er avril 2010, Sony sort la mise à jour 3.21 pour ses PS3, qui supprime la fonctionnalité « Other OS » utilisée pour installer Linux ; officiellement, cette décision est prise pour éviter des problèmes de sécurité. S'ensuivra un recours collectif d'utilisateurs poursuivant Sony aux États-Unis : la possibilité d'installer Linux ayant été mis en avant par Sony, et ayant poussé des consommateurs à choisir la PS3 face à ses concurrents, les plaignants considèrent que l'entreprise nippone a violé les termes de son contrat envers les utilisateurs, et a tenté d'entraver une concurrence libre. Le 25 mai 2011, la Team Rebugs, auteur du CFW Rebug 3.55, sort deux outils servant à réintégrer l'Other OS sur les PS3 en cfw 3.55 rebug.

### Blu-ray Disc et DVD

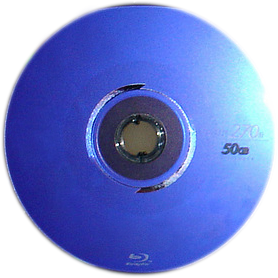
Disque Blu-ray de 50 Go.

La PlayStation 3 lit les films au format Blu-ray. Pour bénéficier de la qualité optimale sur un téléviseur à haute définition, il est nécessaire d'utiliser un câble HDMI, vendu séparément. Un téléviseur ou moniteur compatible HDCP est nécessaire. Une télécommande Bluetooth est aussi proposée à part pour faciliter la navigation.
Les films Blu-ray sont zonés selon le découpage géographique : Région A (États-Unis, Canada, Japon et Asie de l'Est), Région B (Europe, Afrique et tous les autres territoires PAL) et Région C (Chine, Russie et le reste du monde). Le lecteur Blu-ray peut lire les différents formats de DVD. La console upscalle de très belle façon la résolution native des DVD jusqu'au 1080p, améliorant leur rendu sur les téléviseurs haute définition.
Un autre atout de la PlayStation 3 est sa capacité à lire à partir du disque dur des fichiers vidéo haute définition en 50i (50 trames entrelacées par seconde), désormais complète et sans altération de la qualité d'image à partir du firmware v2.50 (15/10/2008). Cela en fait un lecteur HD de choix pour les vidéastes amateurs européens filmant dans le format High Definition Video (HDV) et recherchant un moyen simple et flexible de visualiser leurs créations. Dans les versions précédentes du firmware, la lecture de la vidéo 50i était réalisée par une conversion logicielle de 50i (en entrée) à 60i (en sortie), ce qui occasionnait une perte de définition et des saccades dans le rendu des vidéos.

### Super Audio CD
Le Super Audio CD (SACD) est un format de disque optique mis au point par Sony et Philips en 1999. Il utilise une technologie de numérisation DSD (Direct Stream Digital) à très haute fréquence d'échantillonnage qui assure une meilleure cohérence de la phase du signal que le procédé PCM utilisé pour les formats audionumériques plus courants (Compact Disc, DAT…). Seuls certains modèles de la première génération de PS3 (la FAT) supportent ce format : 20 Gb, 60 Gb et 80 Gb NTSC ainsi que les versions 60 Gb PAL (tous sont compatibles avec les DSD Disc.).
La meilleure façon de profiter du son multicanal du SACD est de raccorder la console à un ampli via un câble HDMI. Le signal d'un SACD est véhiculé par la prise mais pas le flux DSD présent sur le disque : la PS3 le convertit en PCM multicanal, nouvelle norme née avec la HD et popularisé par la console de Sony. Encore peu d'amplis savent traiter le signal PCM multicanal et tous ne disposent pas d'entrée HDMI. Les autres solutions de raccordement sont le câble AV analogique (seules les pistes stéréo du SACD sont lues) et le cordon numérique optique (le signal multicanal est alors automatiquement converti en stéréo),. Les détenteurs de SACD attendent donc qu'une mise à jour système ajoute la possibilité de faire transiter le flux DSD via le HDMI (sans conversion PCM multicanal) ou la sortie d'un cordon Multi Audio/Vidéo proposant 5+1 sorties analogiques pour brancher la PS3 comme une platine SACD classique.

## Systèmes

### PlayStation Network
Le PlayStation Network (PSN) est le service en ligne de la console. Il permet de jouer en ligne et d'accéder à la boutique PlayStation Store et à divers services de communication, d'informations et de loisirs. L'accès au PSN est gratuit. Il est englobé par le Sony Entertainment Network (SEN), depuis le mois de février 2012 dans le cadre de l'unification des comptes en ligne des clients de la société.

### PlayStation Store
Le PlayStation Store est une boutique en ligne qui propose du contenu en téléchargement, gratuit et payant. Le service propose des jeux originaux, des classiques PSone et arcade, du contenu additionnel pour les jeux, des démos jouables, des bandes-annonces de jeux ou de films à venir en format Blu-ray ou au cinéma, des making of, des fonds d'écrans et des thèmes pour le XMB, le webzine Qore, des bandes originales de jeux, des applications, etc. Le contenu de la boutique varie en fonction des pays. Pour acheter du contenu, l'utilisateur doit alimenter son compte PSN avec une carte bancaire ou une carte prépayée (disponible à présent en Europe depuis le mois de novembre). Un contrôle parental peut être exercé sur le compte afin de plafonner les dépenses et restreindre l'accès à certains contenus. Les prix sont affichés dans la monnaie réelle.

### PlayStation Home
Le PlayStation Home est un projet de monde virtuel communautaire. Les utilisateurs créent un avatar et se retrouvent dans des environnements en 3D constitués d'espaces publics et privés afin de discuter, jouer et s'informer. Le logiciel était disponible en bêta ouverte le 11 décembre 2008, téléchargeable gratuitement depuis le PlayStation Network.
Le 31 mars 2015, le PlayStation Home a définitivement fermé après 7 ans de services. 41 Millions de joueurs au total se seront inscrits sur le service.

### Calcul distribué
La puissance de calcul du Cell et l'accès aux réseaux de la console sert des programmes de calcul distribué. Sony et l'Université Stanford collaborent pour que la machine participe au projet Folding@Home, sous le nom de cure@PS3. Le projet étudie le repliement de protéine pour comprendre les liens avec les maladies d'Alzheimer et de Parkinson, et différentes formes de cancer. Plus d'un million d'utilisateurs PS3 ont participé au projet, permettant de renforcer les simulations,. Depuis avril 2007, il existe également un client BOINC. PS3Grid, la première application optimisée pour le processeur Cell et Yellow Dog Linux, effectue des simulations de biologie moléculaire. PS3Grid est un projet de l'université Pompeu Fabra de Barcelone (Espagne).

### Life with PlayStation
Life with PlayStation est un service qui fournit des canaux de contenus dynamiques basés Web pouvant être parcouru par horaire et localité. L'interface est basée sur un globe terrestre que l'utilisateur explore. Live Channel propose les actualités et la météo. Le contenu est entre autres fournis par Google Actualités et The Weather Channel. Unique Village Channel est un projet consacré à l'« expérience de partage du sentiment de la communauté et de la culture ». L'application intègre le programme Folding@Home, qui fonctionne en parallèle et dispose d'un canal dédié. Life with PlayStation, disponible depuis le 18 septembre 2008, fut retiré le 6 novembre 2012 avec la sortie du firmware 4.30.

### VidZone
VidZone est un service de vidéo à la demande qui permet de visionner librement des milliers de clips musicaux en lecture en continu depuis la PS3 (et la PSP avec la fonction de lecture à distance). Le service est disponible depuis le 11 juin 2009 en Allemagne, Australie, Espagne, France, Italie, Irlande et au Royaume-Uni, depuis le 26 novembre 2009 aux Pays-Bas, Portugal et en Autriche, depuis le 3 décembre 2009 en Suède, Norvège et Finlande et au Danemark, depuis le 10 décembre 2009 en Belgique, Suisse, Nouvelle-Zélande et au Luxembourg. Celui-ci est interrompu le 31 mars 2017 après plus de sept ans de fonctionnement.

## Connectivités

### PlayStation Portable
La PS3 propose une connectivité étendue avec la PlayStation Portable. Le transfert de fichiers multimédia (vidéos, musiques, images) de l'une à l'autre est possible par câble USB, Memory Stick et par Wi-Fi. Il est aussi possible de télécharger des jeux PSone sur la PS3 (via le PlayStation Network) et de les transférer ensuite sur PSP pour y jouer (voir la liste de jeux PSone téléchargeables). La fonction de lecture à distance, le « Remote Play », permet aussi aux possesseurs de PSP de consulter à distance le contenu numérique (vidéo, musique, photo) stockés sur le disque dur de la PlayStation 3 à partir de n'importe quel point d'accès sans fil à Internet. Il est également possible de jouer à distance à certains jeux PS3 ou aux jeux PSone insérés dans le lecteur de la PS3.
La PlayStation Portable peut aussi être utilisée comme un périphérique additionnel dans certains jeux PS3. Lors d'une démonstration à l'E3 2006, la PSP était par exemple utilisée comme rétroviseur pour le jeu Formula One Championship Edition, ou alors la compatibilité entre Resistance 2 et Resistance: Retribution.

### PlayStation Vita
Depuis la sortie de la PS Vita début 2012, un nouveau firmware a été déployé sur PS3 pour que cette dernière interagisse avec la nouvelle console portable. Il est possible de lire du contenu stocké sur la PS3 à distance sur une Vita connectée à Internet.

## Jeux vidéo
Selon GameRankings, les cinq jeux PS3 les mieux notés par les médias spécialisés anglophones sont Grand Theft Auto IV, Grand Theft Auto V, Uncharted 2: Among Thieves, Batman: Arkham City et The Last of Us. Comparé à la PlayStation 2, la PlayStation 3 marque la généralisation du jeu en ligne, entièrement gratuit, et la remise en question du support physique avec l'arrivée massive de jeux et de contenus téléchargeables. Cette génération voit aussi la disparition progressive de la capacité pour cette console à faire tourner les jeux de PlayStation 2.
Le constructeur n'a, enfin, plus rendu obligatoire et systématique le zonage des jeux, celui-ci étant désormais laissé à la discrétion de l'éditeur. L'évolution graphique s'accompagne de l'augmentation de la résolution d'affichage des jeux (distincte de la résolution native du jeu, calculée en interne par la console et possiblement upscalée), qui passent du 480i au 720p, voire au 1080p pour certains. Enfin, une mise à jour a offert aux joueurs la possibilité de débloquer des Trophées (similaires aux Succès de la Xbox 360). En 2008, Sony a lancé la gamme de jeux Platinum (The Best au Japon, Greatest Hits aux États-Unis) sur PS3, qui inclut des rééditions de jeux populaires à prix budget plusieurs mois après leur sortie initiale (moins de 30 € pour l'Europe). En 2012 une gamme Essentials a vu le jour avec des jeux à moins de 20 €

### Jeux en ligne
De nombreux titres présentent des modes de jeux en ligne et des fonctionnalités réseau. Resistance: Fall of Man a été particulièrement apprécié pour la profondeur de son mode réseau, expérience à laquelle 40 joueurs peuvent prendre part simultanément. Avec MotorStorm, il fut l'un des plus populaires sur le PlayStation Network au lancement de la console. Certains titres, comme le jeu de guerre Warhawk, sont uniquement jouables en ligne et ne proposent aucun mode solo. La connectivité au réseau ouvre également de nouvelles perspectives dans l'élaboration et le partage de contenu. À cet égard, le jeu LittleBigPlanet est l'un des plus prometteurs. Sony innove également avec le jeu de guerre MAG ou les joueurs peuvent s'affronter pour la première fois jusqu'à 256 joueurs dans une partie, le seul jeu de ce type offrant autant d'adversaires sur console.

### Téléchargements
En novembre 2008, le PlayStation Store propose plus de 75 titres originaux et 250 « classiques PSone » à télécharger (toutes régions confondues). Le service permet notamment à des développeurs indépendants de distribuer leurs jeux sans avoir à passer par le circuit de distribution traditionnels. Sony a annoncé vouloir privilégier la qualité à la quantité.
Le service propose de petites productions constitués de jeux de réflexion comme echochrome ou Lemmings, de shoot 'em up comme Riff: Everyday Shooter ou Super Stardust HD, de jeux de stratégie comme PixelJunk Monsters, de jeux d'adresse exploitant la reconnaissance de mouvement de la manette Sixaxis ou de la caméra PlayStation Eye, et de jeux au profil plus atypique comme flOw, Flower ou LocoRoco Cocoreccho!. Certains titres s'articulent avec le catalogue PSP (demi-suites, sorties simultanées, adaptations dans un sens ou dans l'autre). Des productions plus ambitieuses sont aussi proposés comme GT5 Prologue, Ratchet and Clank: Quest for Booty, Siren: Blood Curse, Tekken 5: Dark Resurrection, Warhawk ou encore Wipeout HD.
En Europe, les premières rééditions de jeux PlayStation (PSone) à télécharger ont débuté en juin 2007. Ils sont à la fois jouables sur PS3 et PSP. À la différence des jeux PSone sur support CD-ROM, ces jeux téléchargeables ne sont pas zonés. Le catalogue comprend des titres comme Crash Bandicoot, Final Fantasy VII, MediEvil, Rayman,  Silent Hill, Tomb Raider et wipEout. Au Japon, plus de trois cents jeux ont été réédités. Quelques classiques du jeu d'arcade, ou d'anciennes consoles de jeux, comme la PC Engine, sont également proposés. Ils sont pour la plupart issus du catalogue de Midway Games, Williams Electronics Games, Atari Games et Namco (par ex. Championship Sprint, Joust, Mortal Kombat II, Q*Bert). Fidèles aux originaux, ils implémentent des fonctionnalités réseau (jeu en ligne et/ou classement en ligne).

### Rétrocompatibilité

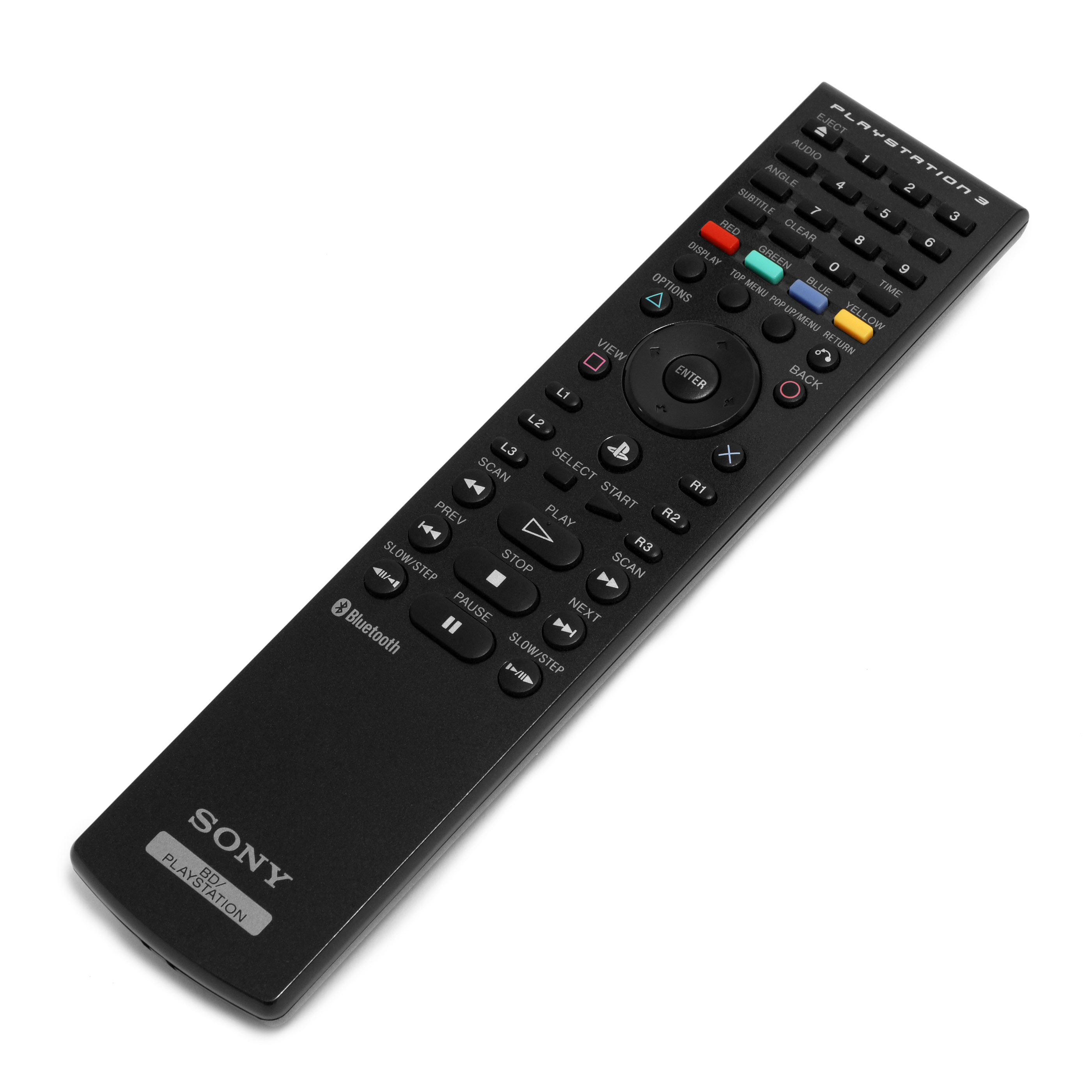
La télécommande officielle de la PlayStation 3.

Les modèles de PlayStation 3 slim et ultra slim ne sont pas rétrocompatibles avec les jeux PS2 sur support disque, toutefois Sony propose des jeux PS2 en téléchargement depuis 2012 et ceux-ci sont compatibles avec tous les modèles. En revanche, elles le sont avec la majeure partie des jeux PlayStation. Les anciens modèles de PlayStation 3 étaient rétrocompatibles avec la majeure partie des jeux PlayStation. La rétrocompatibilité avec les jeux PlayStation 2 sur disque n'est assurée que pour les premières générations de modèles 20 Go NTSC, 60 Go PAL/NTSC, et 80 Go NTSC).
La première version de PlayStation 3 vendue au Japon et en Amérique du Nord propose une émulation matérielle et la quasi-totalité du catalogue PlayStation 2 est rétrocompatible,. Dans la seconde version du modèle 60 Go, inaugurée pour le lancement européen en mars 2007, certains composants matériels ont été remplacés par une émulation logicielle (notamment l'Emotion Engine), ce qui s'inscrit dans une logique de réduction des coûts de production. Cette solution assure une rétrocompatibilité avec environ 75 % des jeux PS2. Suivant son code produit, un même jeu peut tantôt être parfaitement compatible, tantôt présenter des dysfonctionnements. Les mises à jour du logiciel système ont amélioré le taux de rétrocompatibilité. La troisième génération de modèles, plus abordable (40 Go, 80 Go PAL/NTSC et 160 Go), marque l'abandon de la rétrocompatibilité avec les jeux PS2. Le zonage des jeux PSone et PS2 reste effectif. La console rehausse la définition apparente des jeux PlayStation et PlayStation 2, améliorant leur rendu sur les télévisions HD.
Pour récupérer les données des cartes mémoires PS1 et PS2, un adaptateur est disponible à la vente. Il permet de transférer ses anciennes sauvegardes de jeux sur le disque dur de la PS3, lequel émule à défaut les cartes mémoires originales. Par ailleurs, la plupart des accessoires PlayStation 2 disposant d'une prise USB sont compatibles avec la console. C'est le cas du micro-casque HeadSet, des volants à retour de force de la gamme Logitech, de la caméra Eye Toy, du clavier NetPlay Controller ou encore des micros Singstar. D'autres accessoires, tels que les guitares, ne fonctionnent pas ou plus difficilement. Par exemple, les guitares PS2 de la série Guitar Hero fonctionnent grâce à un adaptateur non officiel avec les versions PS2 de Guitar Hero et Guitar Hero III et les versions PS3 de Guitar Hero III et Rock Band.

## Défauts

### Bug du1ermars 2010
C'est à minuit, le 1er mars 2010, que le bug fait son apparition. L'erreur « 8001050F » est provoquée lors du lancement de jeux utilisant le système de trophées ainsi que des jeux PSN. Les consoles FAT (antérieures à 2009) sont touchées de plein fouet alors que les SLIM ont été épargnées. C'est l'horloge interne de la console qui est la cause de ce problème mondial, celle-ci voulait passer au 29/02/2010 au lieu du 01/03/2010 à cause d'un mauvais calcul des années bissextiles, ce qui entraina le blocage de tous les paramètres de sécurité par le processeur qui ne comprenait pas l'accès à une date qui n'existe pas, il considérait donc ceci comme un hack du système. Tous les achats du store sont ainsi passés en version d'essai et tout lancement de jeux réinitialisait les trophées acquis. Le problème se résout de lui-même le 2 mars 2010, il suffisait d'attendre que l'horloge interne de la PlayStation 3 passe enfin au 01/03/2010 le lendemain pour que toutes les sécurités mises en place à cause d'une date non prise en compte par le processeur se réinitialisent. Ce bug peut être comparé avec le bug de l'an 2000.

### Fiabilité
Le YLOD, abréviation de Yellow Light of Death, qui se traduit par « Lumière Jaune de la Mort », est une panne matérielle de la PlayStation 3. Le voyant habituellement vert quand la console est allumée devient jaune et la PS3 n'émet plus aucun signal vidéo/sonore. Le problème est généralement dû à une forte température à l'intérieur de la console, entrainant un décollement des soudures du processeur central ou du processeur graphique. Ce phénomène est dû au fait que l'industrie électronique avait obligation de retirer le plomb contenu dans les soudures à l'étain, les nouveaux procédés n'étant pas encore suffisamment fiables ce type de panne est donc apparu sur les consoles PS3 mais aussi sur la console concurrente la Xbox 360 et d'autres appareils électroniques émettant beaucoup de chaleur. Certaines solutions ont été découvertes par des utilisateurs, mais elles ne sont que de courte durée car le problème se situe au cœur même de l'électronique. D'après une enquête menée par la BBC, la principale cause de panne sur la PS3 est un défaut affectant les soudures de la carte mère, qui entraîne un dysfonctionnement général, survenant habituellement dans les six à douze mois après l'expiration de la garantie. Le temps de fonctionnement réel de la machine ne semble pas entrer en ligne de compte[réf. nécessaire].
Il existe des moyens efficaces pour réparer les consoles touchées mais leur durée de vie après réparation peut être raccourci si elle n'est pas faite avec soin[réf. nécessaire]. Sony propose le remplacement des consoles qui ne sont plus garanties à un tarif préférentiel, avec livraison gratuite à domicile.
Les premiers modèles, très consommateurs d'énergie, sont les plus touchés. Depuis la commercialisation du modèle 80 Go en août 2008 et de la PS3 Slim en 2009, les YLoD se sont raréfiés grâce à la modification de la finesse de gravure du CELL et du RSX : les nouvelles générations de consoles posent ainsi de moins en moins de problèmes de ce type.

## Piratage

### Firmware 2.15
Depuis mai 2008, il est possible de faire tourner du code non signé par Sony sur toutes les PS3, ce que seules les PS3 dites « debug » (machines de développement) permettaient jusque-là. Il faut pour cela installer un micrologiciel spécial, le « firmware 2.15 debug ». En effet, un firmware « debug » est un micrologiciel normalement réservé aux développeurs (chargés de debugger un jeu), et offrant donc beaucoup plus de possibilités que les firmwares normaux, dits firmwares « retail ». Pour installer le firmware « debug », il faut recourir à une astuce qui consiste à utiliser deux disques durs pour « faire croire » au système qu'il installe un firmware normal. Étant donné que ce firmware est la version 2.15, il faut un firmware 2.10 ou inférieur pour pouvoir l'installer (ou utiliser la puce Infectus pour « downgrader » la console). Toutefois la plupart des fonctions dites "debug" ne sont pas fonctionnelles du fait que le firmware une fois installé avec cette manipulation est hybride (retail/debug).
L'installation de ce firmware empêche cependant de lire les disques Blu-ray (films uniquement), de se connecter à Internet et ne permet pas de lire des backups PS3 qu'ils soient stockés sur un disque dur ou un Blu-ray. Il ne permet donc que de dézoner la console pour lire les jeux PS1 et PS2 japonais ou américains. Cette faille a été comblée avec le firmware 2.16.

### PuceInfectus
La PS3 peut aussi recevoir la puce Infectus, première puce multi-console, fonctionnant à la fois sur la Wii, sur la Xbox 360, sur la PS2, et sur la PS3. La puce Infectus présente l'avantage d'être facilement reprogrammable pour prendre en compte n'importe quel firmware. Pour l'instant, elle sert uniquement à dumper ou downgrader sa PS3[réf. nécessaire] (à la reprogrammer sur un firmware inférieur), mais elle pourrait peut-être servir à lancer des homebrews ou des backups (copies personnelles) si le code source de la puce (modchip) était modifié de façon à pouvoir le faire. Le lancement de backups se ferait quant à lui par le disque dur de la console car le système de reconnaissance des Blu-Rays originaux semble très complexe à contourner.

### Remplacement «à la volée»
Une modification matérielle du lecteur Blu-ray permet la lecture de jeux imports ou copiés. Cette modification n'est cependant fonctionnelle que pour les jeux PS1 et PS2, mais est indépendante de la version du firmware de la console. La manipulation consiste à détourner manuellement l’arrivée électrique du moteur et de l’éjection des disques, afin d’effectuer un swap (remplacement à la volée), pour que le jeu soit lancé,.

### Homebrews
À la mi-août 2007, Sephirothff, un hacker français, découvre la possibilité de lancer des programmes homebrews (programmes non officiels, « faits maison ») via un disque spécial « Swap Magic » sur les PS3 de première génération (60 Go version EU, ainsi que les versions 60 Go et 20 Go JAP et US). Les programmes étant à la base créés pour la PlayStation 2, ceux-ci se lancent dans un premier temps depuis une clé USB sans interactions possibles, puis quelque temps plus tard, un pilote USB permettra de les utiliser plus facilement. Ifcaro, un hacker espagnol proposera plus tard un programme permettant de lancer des copies de jeux PlayStation 2 à partir d'un disque dur externe. Cette technique sera la première permettant de lancer des homebrews sur la PlayStation 3. Cette technique est toujours fonctionnelle.
Depuis la mi-juillet 2008, il est possible de lancer des jeux homebrews (jeux non officiels, « faits à la maison ») sans aucune puce (modchip). Ces jeux sont programmés en Java et sont lancés à partir de la section vidéo car ils utilisent les « BD profile » 1.1 et 2.0 pour lancer ces codes Java. Cette « faille » a été corrigée dans le firmware 2.50.

### PlayStation Jailbreak
Le 20 août 2010, plusieurs sites web annoncent que la PlayStation 3 a été hackée grâce à un dongle USB disponible pour le grand public. Le site le commercialisant a mis en ligne plusieurs vidéos montrant les capacités du modchip, capable de copier un jeu depuis le support Blu-ray vers un périphérique externe (un disque dur par exemple) ainsi que de lancer ses backups sans le Blu-ray original inséré. Cette faille ne fonctionne que sur les firmwares 3.41 et inférieurs, elle a en effet été corrigée par Sony le 7 septembre 2010 via le firmware 3.42. La mise à jour est obligatoire pour pouvoir accéder au PSN (donc au jeu en ligne), bénéficier des nouvelles fonctionnalités, ou jouer aux nouveautés telles que Medal of Honor,. Sony a décidé d'intégrer le firmware 3.42 ou supérieur à toutes ses nouveautés. Le 21 septembre 2010, le firmware 3.50 vient encore plus renforcer la sécurité en désactivant les périphériques USB non approuvés. Officiellement, Sony explique cette décision par sa volonté de ne plus supporter les controlleurs USB contrefaits ou sans licence. Néanmoins depuis cette mise à jour, certaines manettes Mad Catz ou accessoires pour le jeu Guitar Hero ne fonctionneraient plus. Le 25 novembre 2010, le site du constructeur de la puce PSJailbreak annonce une mise à jour permettant la compatibilité avec le firmware 3.50 ainsi que le jeu en réseau et les jeux 3D. Mais en réalité cette mise à jour ne permet nullement de jailbreaker le firmware 3.50, elle permet seulement de le downgrader en 3.41 (et inférieur). Le 6 décembre 2010, Sony met à jour son firmware à la version 3.55, bloquant totalement le downgrade et rendant de fait le jailbreak impossible pour ses utilisateurs. Le Jailbreak est par la suite revenu grâce à Ps3Xploit en 2016 mais Sony a corrigé cette faille de sécurité en octobre 2018.

### Failles de sécurité
Début janvier 2008, une équipe italienne a annoncé avoir découvert une faille permettant de casser le chiffrement du disque dur pour y injecter des fichiers du type .pkg (ceux utilisés par Sony sur le PlayStation Store), selon cette équipe il n'est pas exclu que cette découverte puisse permettre de lancer des backups ou encore des jeux issus du PlayStation Store. On apprendra plus tard que cette faille était fausse. En mai 2009, un logiciel nommé Open Remote Play permet d'utiliser les fonctionnalités de la PlayStation 3 depuis un ordinateur via la fonction de lecture à distance, alors que cela n'est officiellement possible que depuis la PlayStation Portable. Cette faille ne fonctionne cependant plus depuis la mise à jour 2.80 de la console[réf. nécessaire].
En décembre 2010 est apparue une nouvelle faille dans la sécurité de la PS3 au niveau des clés de signature des applications. Une équipe, Fail0verFlow, a découvert dans le calcul de celles-ci qu'un nombre m, normalement aléatoire, était utilisé de manière constante. Dans ces conditions, il a suffi à cette équipe de hackeurs de mettre au point un algorithme permettant de remonter à la source et de découvrir les clés. Marcan, Bushing et Sven (les membres de Fail0verFlow) affirment qu'il est improbable que Sony puisse contre-attaquer, précisant que ces clés de signature concernent aussi bien les jeux futurs que les jeux déjà commercialisés ; si elles étaient changées, comme Sony a la capacité de le faire, tous les jeux et applications actuels ne pourraient plus être lus par la console, car il ne s'agit pas de clés de chiffrement mais bien de clés signées. Cependant, depuis la mise à jour 3.56, Sony a réussi à contrer la faille tout en gardant la possibilité de lancer les jeux précédemment sortie. À l'heure actuelle, aucune faille n'a été officiellement trouvée.
Grâce à ces clés publiques et privées, les hackers ont pu remplacer la liste de révocation (lorsqu'une clef est publique on la révoque pour ne plus être utilisée) par une nouvelle liste dépassant la taille normale et provoquer un OverFlow (dépassement de tampon) durant le lancement de la console au niveau de la NOR Flash, permettant ainsi un accès complet au système de la PS3. Marcan précise par ailleurs que le déchiffrage des clés n'a rien à voir avec un exploit. C'est le système de sécurité des clés qui a été complètement bâclé à sa conception. À ce propos, les clés en questions sont des clés utilisées par Sony. Les PS3 ne possèdent pas ces clés (mais elles ont été calculées à cause de cette erreur de conception du système). Cette erreur provient de l'utilisation du même "m" pour créer les clés de signature. C'est cette chaine qui est identique à chaque fois.
Après la mise à disposition par la team fail0verflow d'outils permettant entre autres l'en/décryptage de fichiers signés, George Hotz, connu sous le pseudonyme de geohot et déjà connu pour son hack de l'iPhone, réussit à isoler la masterkey mtdlr (par un dump appldr) de la PS3 en "sabotant" l'implémentation PKI (infrastructure de clefs publiques). Il lui a été ainsi possible de calculer les clés nécessaires pour signer à peu près n'importe quoi. L'équipe fail0verflow et George Hotz ont reçu une plainte de Sony, invoquant la violation de multiples textes de loi américains, dont Digital Millennium Copyright Act (DMCA) et le Computer Fraud and Abuse Act. La société réclame leur matériel ainsi que leur code.
Le 25 octobre 2012, un groupe de trois hackers se faisant appeler "The Three Musketeers" annonce avoir réussi à hacker le lv 0 ou level 0 de la console. Cette faille permet entre autres de faire tourner n'importe quel Homebrew ou des jeux piratés et même Linux. Elle permet également d'installer des firmware personnalisés. Cela pourrait être le hack ultime, car aucune mise à jour déployée par Sony ne pourrait contrer ce hack.

## Ventes et commercialisation
- En 2006, la PS3 est disponible en novembre au Japon et aux États-Unis, les ventes atteignent 1,25 million d'unités contre 7,9 millions de Xbox 360 et 2,9 millions de Wii dans le monde soit respectivement plus 1,25 million de PS3, plus 6,7 millions de Xbox 360 et plus 2,9 millions de Wii vendues sur l'année et dans le monde[109]. Toutefois, la Xbox 360 est déjà disponible depuis 2005, ce qui explique les gros écarts de ventes entre les trois machines.
- En 2007, la PS3 est disponible partout dans le monde (depuis mars en Europe) les ventes atteignent 9,1 millions d'unités contre 15,8 millions de Xbox 360 et 19,5 millions de Wii dans le monde soit respectivement plus 7,9 millions de PS3, plus 7,9 millions de Xbox 360 et plus 16,5 millions de Wii vendues sur l'année et dans le monde[110].
- En 2008, les ventes de PS3 atteignent 19,3 millions d'unités contre 26,7 millions de Xbox 360 et 43,7 millions de Wii dans le monde soit respectivement plus 10,2 millions de PS3, plus 10,9 millions de Xbox 360 et plus 24,1 millions de WII vendues sur l'année et dans le monde[111].
- En 2009, les ventes de PS3 atteignent 32,3 millions d'unités contre 37 millions de Xbox 360 et 65 millions de Wii dans le monde soit respectivement plus 13 millions de PS3, plus 10,1 millions de Xbox 360 et plus 21,3 millions de WII vendues sur l'année et dans le monde[112].
- En 2010, les ventes de PS3 atteignent 46,3 millions d'unités contre 50 millions de Xbox 360 et 82 millions de Wii dans le monde soit respectivement plus 13,9 millions de PS3, plus 13,2 millions de Xbox 360 et plus 17,3 millions de Wii vendues sur l'année et dans le monde[113].
- En 2011, les ventes de PS3 atteignent 61 millions d'unités contre 63,7 millions de Xbox 360 et 93,6 millions de Wii dans le monde soit respectivement plus 14,1 Millions de PS3, plus 14,3 millions de Xbox 360 et plus 11,5 millions de WII vendues sur l'année et dans le monde[114].
- En 2012, les ventes de PS3 atteignent 72,5 millions d'unités contre 74,2 millions de Xbox 360 et 98,5 millions de Wii dans le monde soit respectivement plus 12 millions de PS3, plus 10,5 millions de Xbox 360 et plus 4,9 millions de Wii vendues sur l'année et dans le monde[115]. On peut remarquer une nette chute des ventes par rapport à l'an précédent sur toutes les machines mais la PS3 est moins touchée par le phénomène.
- En 2013, les ventes de PS3 atteignent 80,8 millions d'unités contre 81,3 millions de Xbox 360 et 100,4 millions de Wii dans le monde soit respectivement plus 8,3 millions de PS3, plus 6,5 millions de Xbox 360 et plus 1,9 million de Wii vendues sur l'année et dans le monde[116].
- En 2014, le 25 mai, les ventes mondiales de PS3 dépassent pour la première fois les ventes de Xbox 360 avec 82,25 millions d'unités chacune ; La Wii quant à elle atteint 100,9 millions d'unités dans le monde[117]. Cette même année, les ventes de PS3 atteignent 84,9 millions d'unités contre 84,4 millions de Xbox 360 et 100,9 millions de Wii dans le monde soit respectivement plus 4,1 millions de PS3, plus 3,1 millions de Xbox 360 et plus 0,5 million de Wii vendues sur l'année et dans le monde[118].
- En 2015, les ventes de PS3 atteignent 86,24 millions d'unités contre 85,34 millions de Xbox 360 et 101,01 millions de Wii dans le monde soit respectivement plus 1,34 million de PS3, plus 940000 Xbox 360 et plus 110000 Wii vendues sur l'année et dans le monde[119]. Cette année démontre une énorme perte de vitesse des ventes, les machines de la génération suivante dominant désormais le marché.

| Année | PS3   | Xbox 360 | Wii    |
| ----- | ----- | -------- | ------ |
| 2006  | 1,25  | 7,9      | 2,9    |
| 2007  | 9,1   | 15,8     | 19,5   |
| 2008  | 19,3  | 26,7     | 43,7   |
| 2009  | 32,3  | 37       | 65     |
| 2010  | 46,3  | 50       | 82     |
| 2011  | 61    | 63,7     | 93,6   |
| 2012  | 72,5  | 74,2     | 98,5   |
| 2013  | 80,8  | 81,3     | 100,4  |
| 2014  | 84,9  | 84,4     | 100,9  |
| 2015  | 86,24 | 85,34    | 101,01 |
| 2016  | 87,41 | 85,7     | 101,63 |

| SONY Gaming Division        | En million | Q1 (Avr-Jui) | Q2 (Jui-Sep) | Q3 (Oct-Dec) | Q4 (Jan-Mar) | Total (Année Fiscale) | Total (Année Fiscale)    |
| SONY Gaming Division        | En million | Q1 (Avr-Jui) | Q2 (Jui-Sep) | Q3 (Oct-Dec) | Q4 (Jan-Mar) | Ventes de matériel    | Cumul                    |
| 2006                        | Hardware   | -            | -            | 1.7          | 1.8          | 3.5                   | 3.5                      |
| 2007                        | Hardware   | 0.7          | 1.3          | 4.9          | 2.2          | 9.1                   | 12.6                     |
| 2008                        | Hardware   | 1.6          | 2.4          | 4.5          | 1.6          | 10.1                  | 22.7                     |
| 2009                        | Hardware   | 1.1          | 3.2          | 6.5          | 2.2          | 13                    | 35.7                     |
| 2010                        | Hardware   | 2.4          | 3.5          | 6.3          | 2.1          | 14.3                  | 50                       |
| 2011                        | Hardware   | 1.8          | 3.7          | 6.5          | 1.9          | 13.9                  | 63.9                     |
| 2012                        | Hardware   |              |              |              |              | 70                    | jusqu'au 5 novembre 2012 |
| 2013                        | Hardware   |              |              |              |              | 80                    | jusqu'au 2 novembre 2013 |
| 2014                        | Hardware   |              |              |              |              |                       |                          |
| 2015                        | Hardware   |              |              |              |              |                       |                          |
| 2016                        | Hardware   |              |              |              |              | 87.4                  |                          |
| Total jusqu'au 31 mars 2017 | Hardware   |              |              |              |              | 87.4 (Sell-in)        |                          |

| PlayStation 3               | En millions | Cumul           |
| Total jusqu'au 31 mars 2019 | Software    | 999.4 (Sell-in) |

La tendance démontre que depuis 2009 l'écart entre la Xbox 360 et la PS3 tend à se réduire en faveur de cette dernière. En 2014, si la PS3 supplantait en nombre d'unités vendues la Xbox 360 sa principale concurrente dans la zone EMEAA (l'Europe (l'Australie étant comptée dans la zone Europe dans le secteur des jeux vidéo), le Moyen-Orient et l'Afrique et au Japon, ce n'était pas le cas aux États-Unis où cette dernière restait toujours très populaire.
En France, au 31 mai 2014, il s'est vendu 5 millions de PS3 et 45 millions de jeux PS3, soit 9 jeux par console.
Sony a arrêté la production de la PS3 en mai 2017.